# Étienne Marie Antoine Champion de Nansouty
Étienne Marie Antoine Champion de Nansouty (Bordeaux, 30 maggio 1768 – Parigi, 12 febbraio 1815) è stato un generale francese attivo durante le guerre rivoluzionarie francesi, che divenne generale di divisione nel 1803 per poi ricoprire importanti incarichi durante le guerre napoleoniche.
Di nobile discendenza burgunda, fu studente presso la scuola militare di Brienne-le-Château, per poi laurearsi alla scuola militare di Parigi. Nansouty iniziò la propria carriera militare nel 1785 come sottotenente del reggimento Bourgogne-Infanterie, in cui il padre aveva servito durante le guerre di Luigi XV. Ufficiale di cavalleria allo scoppio delle guerre rivoluzionarie francesi del 1792, Nansouty fu nominato aide-de-camp del maresciallo Nicolas Luckner. Nella prima coalizione fu tenente colonnello e comandante di uno squadrone del 9º reggimento di cavalleria pesante, operando con l'esercito francese lungo il Reno ed in Germania. Promosso colonnello nel 1793, e vistosi assegnare il comando del 9º cavalleria, si fece notare per numerose ottime azioni. Nel 1799 divenne generale di brigata, dopo aver rifiutato numerose colte la promozione. Nansouty combatté l'anno seguente con il generale Jean Victor Marie Moreau in Germania meridionale, nella campagna che si rivelò decisiva per l'esito della guerra della seconda coalizione.
Promosso generale di divisione nel 1803, Nansouty fu chiamato al comando della 1ª divisione di cavalleria pesante della neonata Grande Armata dell'imperatore Napoleone Bonaparte. Al comando della divisione tra il 1804 ed il 1809, Nansouty partecipò alle più importanti battaglie della terza, quarta e quinta coalizione, guidando le azioni di cavalleria ad Austerlitz, Friedland, Eckmühl, Aspern-Essling e Wagram. Nel 1812, durante la campagna di Russia, Nansouty comandò I Corpo di cavalleria nelle battaglie di Astroŭna e Borodino, dove fu gravemente ferito al ginocchio. L'anno successivo comandò la cavalleria della guardia imperiale nelle battaglie di Dresda, Lipsia e Hanau, dove fu nuovamente ferito. Nel 1814 guidò i propri uomini in numerosi scontri, tra cui quelli di La Rothière, Montmirail, Vauchamps e Craonne, fino a che le ferite subite non lo resero inabile al servizio, quello stesso anno.
Membro dell'élite militare del Primo Impero francese e decorato con la Grand Aigle de la Légion d'Honneur, il conte de Nansouty fu membro del Consiglio militare dell'imperatore, nonché colonnello generale dei dragoni. Durante la restaurazione francese Luigi XVIII gli assegnò ulteriori titoli ed incarichi. Nansouty morì nel febbraio 1815 e fu sepolto nel cimitero di Père-Lachaise a Parigi. Il suo nome è riportato sull'Arco di Trionfo di Parigi. A lui è anche intitolata una strada del XIV arrondissement di Parigi.

## Gioventù
Étienne de Nansouty nacque il 30 maggio 1768 a Bordeaux. Il padre era stato militare per 50 anni durante le guerre combattute da Luigi XV per la successione polacca, la successione austriaca e la guerra dei sette anni, prima di essere nominato "maggiore" (comandante) della fortezza di Château-Trompette a Bordeaux. Tipicamente per un membro della nobiltà minore dell'Ancien Régime, il giovane Étienne de Nansouty scelse di seguire le orme del padre in campo militare. Fu ammesso alla scuola militare di Brienne-le-Château nel 1779, all'età di 10 anni, dove si mise in luce come studente volenteroso ed educato. Il 21 ottobre 1782 si trasferì presso la École militaire di Parigi, dove ebbe ottimi voti. Due anni dopo Nansouty divenne chevalier (cavaliere) dell'ordine di Notre-Dame-du-Mont-Carmel, ed ebbe l'onore di venire decorato da Monsieur, il futuro re Luigi XVIII in persona. Dopo aver completato gli studi il 30 maggio 1783, fu nominato sottotenente e, il 26 maggio 1785, Nansouty fu assegnato al reggimento Bourgogne-Infanterie dove già il fratello si era distinto.

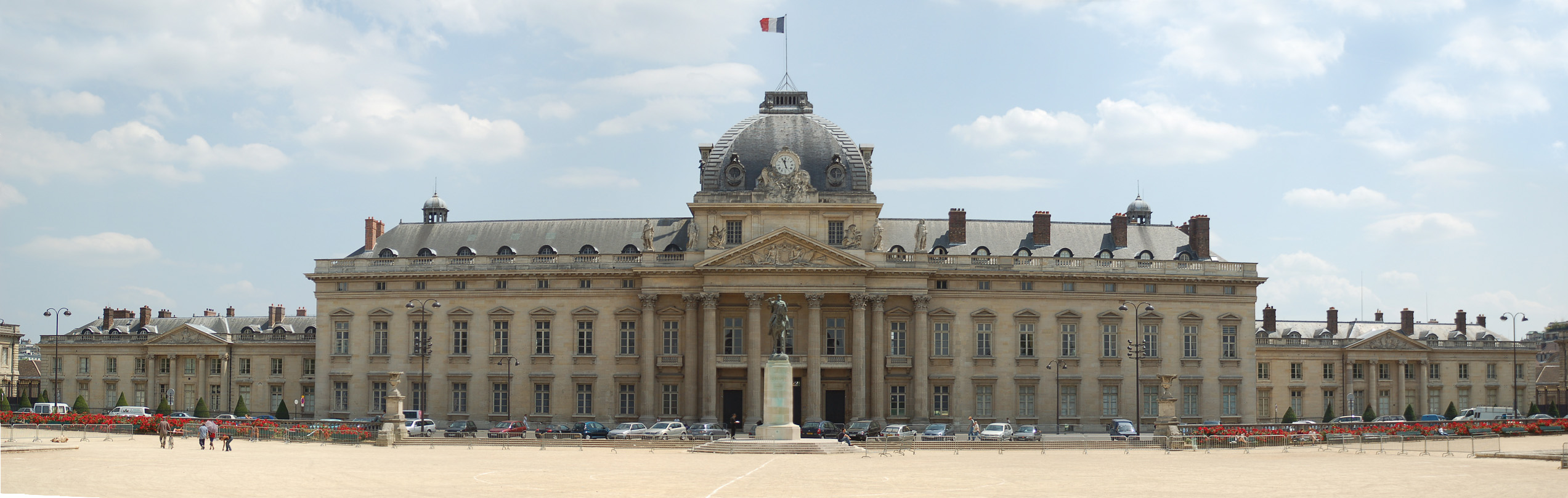
Moderna foto dell'École militaire di Parigi. Da giovane cadetto, Nansouty vi studiò prima di diventare ufficiale nel 1783.

Durante la sua gioventù la famiglia Nansouty condusse una vita modesta a Bordeaux, città in cui il padre era comandante di Château-Trompette, oltre a ricevere una pensione di 1000 livres. Ancora ricopriva la posizione quando morì all'improvviso nel 1785, dopo oltre 60 anni di servizio. La vedova non aveva entrate con le quali mantenere i figli (un maschio e due femmine). Persone influenti come la duchessa di Brancas e la moglie del maresciallo Beauvau contattarono il ministro della guerra de Ségur, esponendogli il caso del giovane Nansouty. Come risultato, nel 1788 Nansouty fu nominato capitano ad interim del reggimento di cavalleria leggera Franche-Comté Cavalerie (in seguito ribattezzato 4º Chasseurs à Cheval). Fu subito trasferito al reggimento Lauzun Ussari (che nel 1791 divenne il 6º Ussari, e nel 1793 il 5º Ussari). Nel 1791 Nansouty lasciò il reggimento per diventare prima aiuto dell'aiutante generale Poncet de la Cour Maupas nell'esercito del Centro (20 dicembre), e poi aiutante di campo del maresciallo Luckner all'inizio del 1792. Fu poi promosso tenente colonnello e gli fu assegnato il comando di uno squadrone del 2º Chasseurs à Cheval (5 marzo), prima di venire trasferito al comando di uno squadrone del 9º cavalleria il 4 aprile, reggimento in cui servì per i successivi sette anni e mezzo.

## Guerre rivoluzionarie

### Guerra della prima coalizione

#### Ufficiale del 9º cavalleria

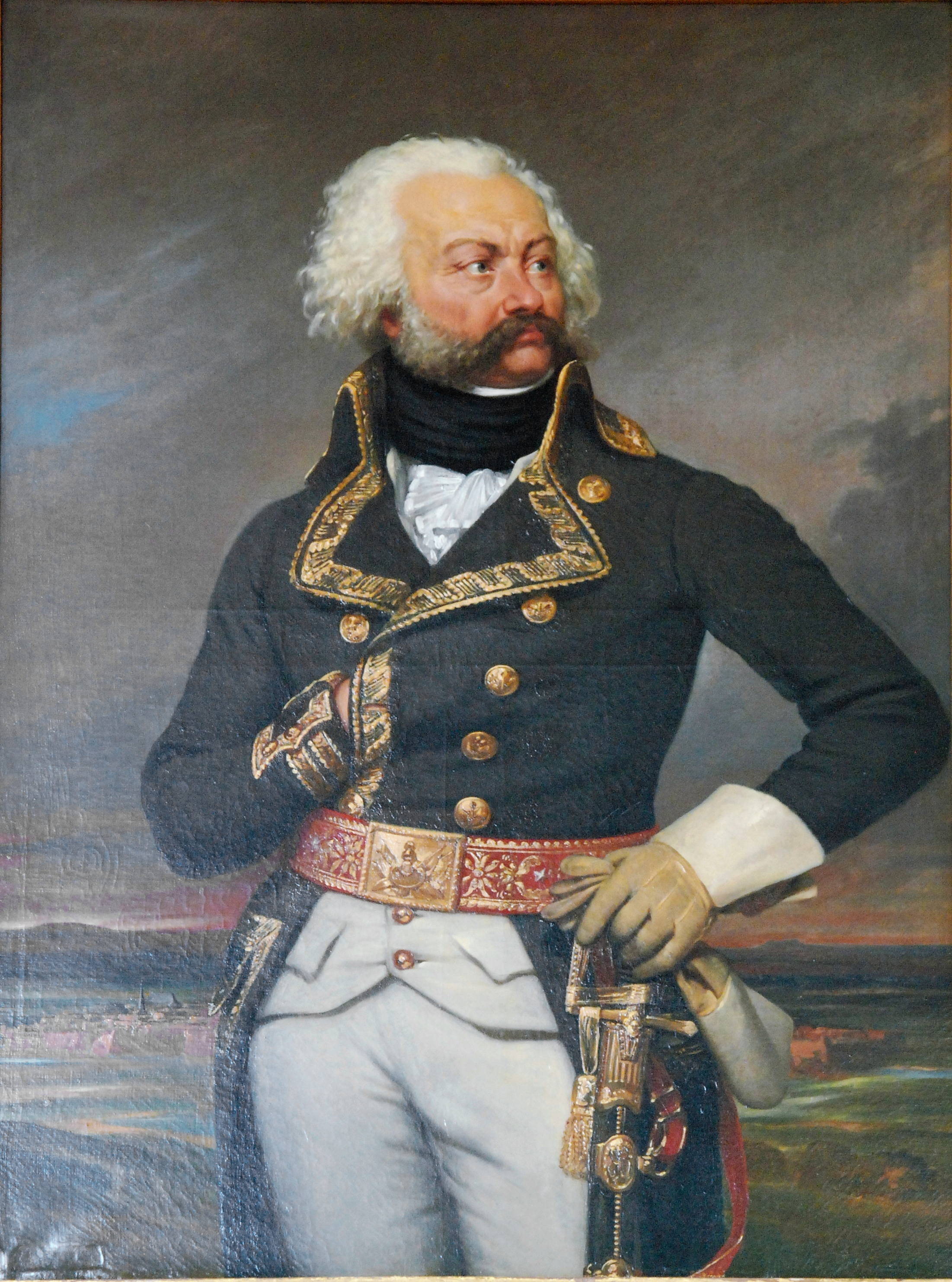
Ritratto del generale Adam Philippe de Custine effettuato da Joseph-Désiré Court. Nansouty partecipò per la prima volta ad azioni militari da giovane tenente colonnello del 9º cavalleria, tra gli uomini di Custine nell'esercito del Reno

Quando scoppiarono le guerre rivoluzionarie francesi, Nansouty si trovava al comando provvisorio dell'intero reggimento 9º cavalleria, essendo il più anziano chef d'escadron (tenente colonnello) del reggimento quando il comandante, colonnello Badda de Bodosalva, si ammalò alla fine del maggio 1792. Questo reggimento faceva parte dell'esercito del Reno, ed era parte dei corpi del generale Custine, in marcia verso il Palatinato quando ebbero luogo le prime manovre. Quando il colonnello Badda de Bodosalva morì alla fine di ottobre di quello stesso anno, Nansouty si aspettava di venir nominato comandante del reggimento. Invece Custine nominò al suo posto il più anziano tenente colonnello Loubat de Bohan e, nonostante le proteste di Nansouty, mantenne la propria decisione. Con Loubat al comando, il 9º operò contro i Prussiani a Ober-Flörsheim il 30 marzo 1793. Dopo una prima carica effettuata con successo, il 1º squadrone di Nansouty fu controcaricato dagli Ussari nemici. I rimanenti squadroni guidati da Loubat inglobarono quello di Nansouty ed insieme vinsero lo scontro. Il comandante Custine fu quindi chiamato al comando dell'esercito del Nord ma, prima di lasciare il comando, tentò un ultimo assalto contro l'esercito asburgico. Questo richiese una notte di marcia, non solita per la cavalleria, e manovre mal coordinate di cavalleria, fanteria ed artiglieria. Il risultato fu un totale fallimento il 17 maggio. Durante lo scontro l'iniziale carica di cavalleria, compresa quella del 9º, conquistò alcuni cannoni nemici. Una controcarica degli Asburgo mise in rotta la cavalleria francese, la quale attaccò il panico alla fanteria che stava sopraggiungendo.
Nonostante questa ritirata, pochi giorni dopo, Lobat de Bohan fu promosso al grado di generale, e Nansouty si trovò di nuovo al comando provvisorio del reggimento. Quando il generale Alessandro di Beauharnais assunse il comando dell'esercito del Reno, diresse le truppe verso Magonza. Alcuni scontri ebbero luogo nei pressi di Landau, ed il 9º cavalleria caricò numerose volte. Subito dopo il comandante del 2º squadrone chiese che gli venisse assegnato il comando del reggimento al posto di Nansouty. La sua richiesta fu respinta, ed il provvisorio comando di Nansouty fu reso definitivo.

#### Comandante del 9º cavalleria
Essendo ormai diventato chef de brigade (colonnello) al comando del 9º cavalleria, Nansouty prese parte a numerosi scontri di cavalleria attorno a Strasburgo nel novembre e dicembre 1793, tra cui la battaglia di Geisberg svoltasi alla fine di dicembre. Dopo questa battaglia il generale di divisione Donnadieu, che aveva comandato la divisione di cavalleria a cui apparteneva il reggimento di Nansouty, fu processato e giustiziato per codardia di fronte al nemico. Nansouty non fu coinvolto nell'incidente. Nonostante fosse un membro della nobiltà dell'Ancien Régime, non venne mai perseguito durante la fase più radicale della rivoluzione francese.

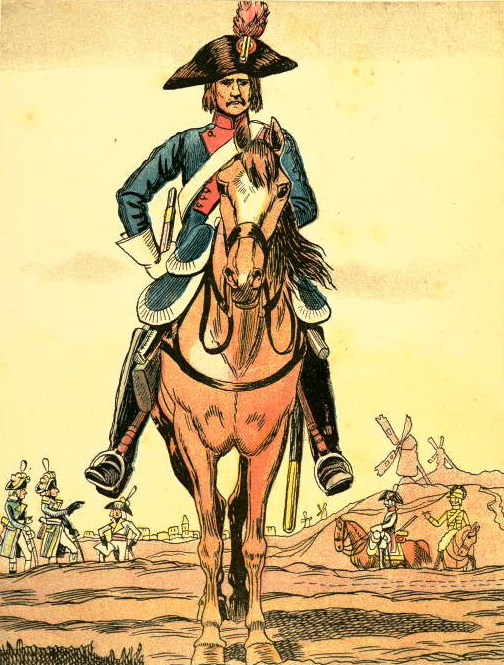
Cavaliere della Francia rivoluzionaria nel 1795. Nansouty fu al comando del 9º cavalleria dal 1793 al 1799

Durante le campagne del 1794 la guerra proseguì in Renania, con il generale Louis Desaix impegnato alla guida delle forze della prima coalizione. Il 9º cavalleria di Nansouty formò una brigata con assieme al 17º dragoni, il tutto guidato dal generale Delmas de La Coste. La brigata si comportò bene contro la cavalleria austriaca in due occasioni distinte alla fine di maggio di quell'anno. Il generale di divisione Michaud, comandante in capo dell'esercito francese del Reno, sottolineò nel suo resoconto che i due reggimenti di Delmas avevano dimostrato coraggio ogni volta di fronte al nemico. A luglio il 9º cavalleria fu coinvolto in numerose azioni vincenti, e Nansouty si guadagnò un'ottima reputazione, venendo riconosciuto come comandante disciplinato che sa come guidare i propri uomini.
All'inizio di dicembre 1794 i francesi stanziati lungo il Reno incontrarono un periodo difficile, caratterizzato dall'incapacità del generale Jean-Charles Pichegru di conquistare Magonza. Il generale Jean Victor Marie Moreau lo sostituì come comandante in capo. Moreau riorganizzò l'esercito dividendolo in tre corpi ed una riserva, di cui faceva parte il 9º cavalleria. La cavalleria di riserva, comandata da Bourcier, partecipò alla battaglia di Ettlingen, con due squadroni del 9º impegnati e dimostratisi meritevoli. Un altro importante momento di quella campagna fu l'incidente occorso all'alba dell'11 agosto 1796, quando Nansouty e i suoi uomini erano temporaneamente assegnati ai "Corpi del Centro", sotto il generale Laurent de Gouvion-Saint-Cyr. La cavalleria di Gouvion Saint-Cyr era esausta dopo giorni di marcia continua, per cui si decise di porre uno squadrone di freschi Carabiniers-à-Cheval come sentinelle, compito inusuale per una tale unità d'élite di cavalleria pesante. All'alba iniziò la battaglia di Neresheim, con la cavalleria austriaca all'assalto dei carabiniers, prendendo di sorpresa i cavalieri impreparati che andarono nel panico. La loro precipitosa fuga allarmò gli altri reggimenti di cavalleria, abituati a vederli trionfare in ogni occasione. Nansouty fece del suo meglio per bloccare la fuga dei propri uomini e per riorganizzare gli altri reggimenti caduti nel panico, ma il morale degli uomini era estremamente basso e Nansouty fu obbligato a cedere terreno di fronte al nemico, piuttosto che tentare una carica con truppe tutt'altro che pronte. Questa cosa provocò critiche da parte del comandante, il generale Gouvion Saint-Cyr, che inviò il proprio aide-de-camp da Nansouty con l'ordine di caricare, cosa che questi fece dopo essersi preso il tempo necessario per dispiegare le truppe. Sotto la sua guida, i quattro reggimenti di cavalleria (2º e 20º Chasseurs à Cheval e 2º 9º cavalleria) eseguirono una carica superba che bloccò l'avanzata della prima linea di fanteria austriaca. Il giorno seguente l'arciduca Carlo d'Asburgo-Teschen si ritirò dal campo. Il 9º di Nansouty ebbe molte altre opportunità di brillare durante la campagna del 1796, e si distinse ogni singola volta. Nansouty divenne molto orgoglioso del proprio reggimento, e rifiutò numerose volte la promozione a generale di brigata, preferendo rimanere colonnello del 9º cavalleria.

### Guerra della seconda coalizione

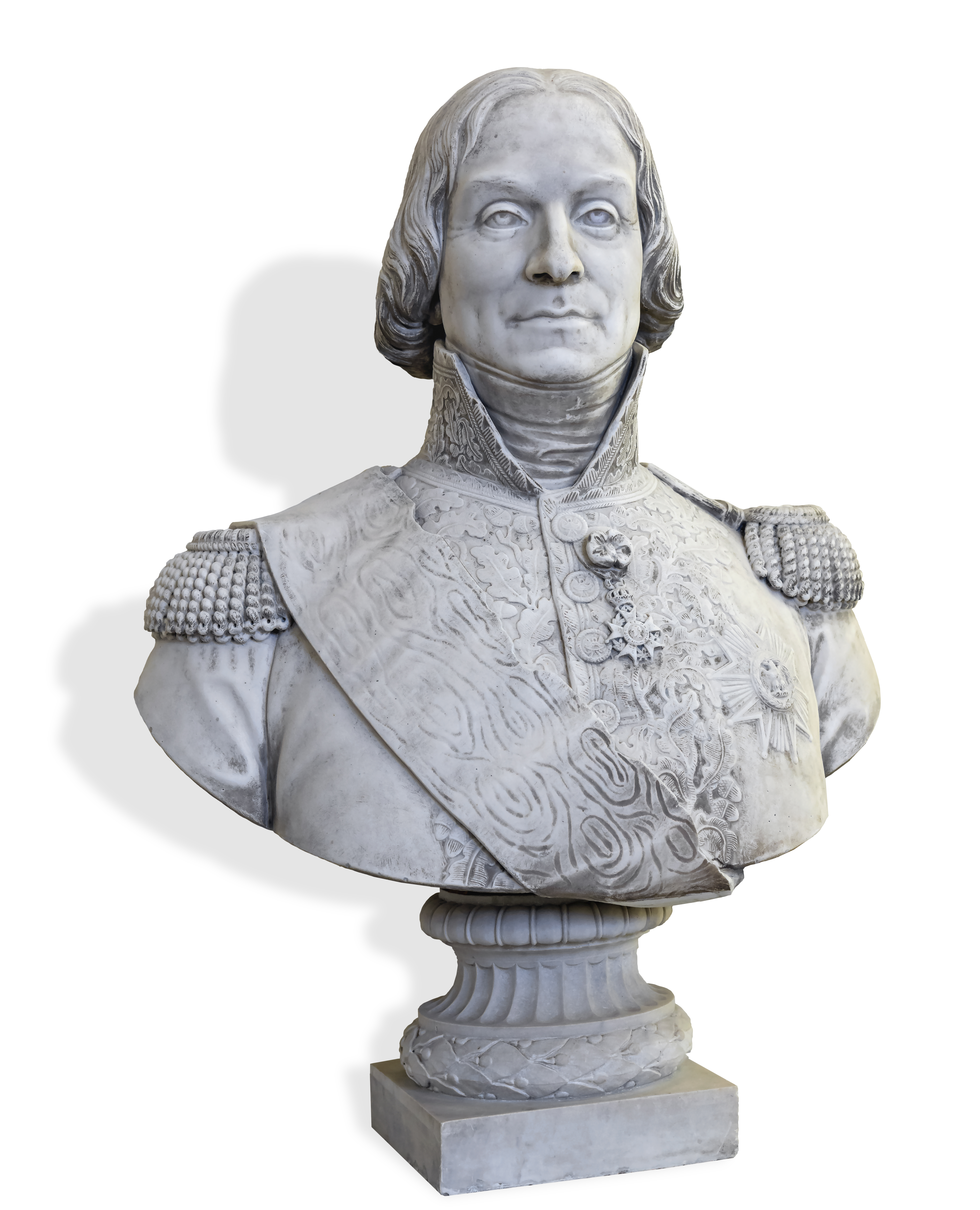
Generale di divisione Jean-Joseph d'Hautpoul, superiore diretto di Nansouty nel 1799

La firma del trattato di Campoformio dell'ottobre 1797 segnò la fine della guerra della prima coalizione, ma la flebile pace durò solo fino al 1798, quando si formò la seconda coalizione contro la Repubblica francese. Il 9º cavalleria di Nansouty fu unito all'esercito di "Germania", di "Magonza" ed infine a quello del "Danubio", sotto la guida di Jean-Baptiste Jourdan. Nel 1799 il reggimento, con Nansouty al comando, fu unito alla cavalleria di riserva dell'esercito del Danubio del generale Jean Joseph Ange d'Hautpoul. Questo esercito era stato sconfitto nella prima battaglia di Stockach, e molte delle sue unità si erano unite all'esercito della Svizzera del generale Andrea Massena. La cavalleria fu aggregata al neonato "esercito del Reno".
Nel 1799 la situazione politica e militare francese sembrava pericolosa, soprattutto dopo le sconfitte subite in Germania sudoccidentale culminate con la battaglia di Stockach. Ancora colonnello, Nansouty accettò la promozione a generale di brigata il 29 agosto, e gli fu assegnato il comando di una brigata di cavalleria pesante formata dall'8º e 9º reggimento. In seguito alla brigata di Nansouty furono temporaneamente uniti altri quattro reggimenti che, assieme ai quattro reggimenti del generale Jean-Louis-Brigitte Espagne, formò una cavalleria di riserva da 3 000 uomini (1º e 2º Carabiniers-à-Cheval), e 6º, 8º, 9º, 10º, 19º e 23º reggimento di cavalleria con 14 cannoni), guidata dal quarantacinquenne generale d'Hautpoul. Il comando generale dell'esercito del Reno fu assegnato al promettente generale Claude Lecourbe. Lecourbe era convinto che le proprie forze erano insufficienti per permettere un'offensiva, per cui scelse di ripiegare. Nel corso della ritirata si svolse un combattimento di cavalleria durante la battaglia di Wiesloch, in cui furono coinvolti gli uomini di d'Hautpoul, e soprattutto la brigata di Nansouty. Quando le operazioni lungo il Reno stavano giungendo alla fine, Lecourbe fu sostituito da Louis Baraguey d'Hilliers, il quale riorganizzò la riserva di cavalleria riducendo la brigata di Nansouty ai due reggimenti che comandava inizialmente (8º e 9º).

#### Campagna di Germania
Nonostante il miglioramento della situazione militare al confine, La Francia rimase politicamente turbolenta. Al suo ritorno dalla fallimentare campagna d'Egitto, il generale Napoleone Bonaparte ricevette un benvenuto da eroe, e fu considerato da molti il salvatore della Francia. Godendo di ampio supporto popolare e sostegno politico, Bonaparte e i suoi seguaci organizzarono un colpo di Stato instaurando il Consolato. Il primo console Bonaparte organizzò subito una campagna contro l'unico nemico continentale rimasto, l'Austria. Nansouty fu inizialmente chiamato a far parte dell'esercito di riserva del primo console in azione in Italia, ma il generale Jean Victor Marie Moreau insistette per riaverlo nel proprio esercito del Reno, impegnato in Germania centrale. Nansouty ricevette il comando della cavalleria (15º cavalleria, 11º dragoni e 12º Chasseurs à Cheval) dell'ala destra di Lecourbe.
La cavalleria di Nansouty partecipò a numerosi scontri, a partire dalla battaglia di Engen in cui il comandante si mise in mostra per le abili e audaci manovre, prima di guidare una vittoriosa carica contro la fanteria nemica che inseguì tra le vie della vicina Stockach, luogo in cui l'esercito francese era stato sconfitto l'anno precedente. Pattugliò il Tirolo e respinse il principe Reuss-Plauen nello scontro del 14 giugno 1800, giorno in cui il primo console Napoleone Bonaparte vinceva a Marengo. Nansouty fu a capo di un'unità autonoma in Tirolo fino alla fine della guerra della seconda coalizione, per poi venire assorbito dai generali Molitor e Gudin. Nansouty comandò cinque reggimenti dopo che 6º e 8º Ussari furono uniti al suo gruppo. In questo periodo migliorò la propria reputazione di abile comandante. Il generale Lecourbe disse di non volere nessun altro alla guida della propria cavalleria.

## Anni di pace

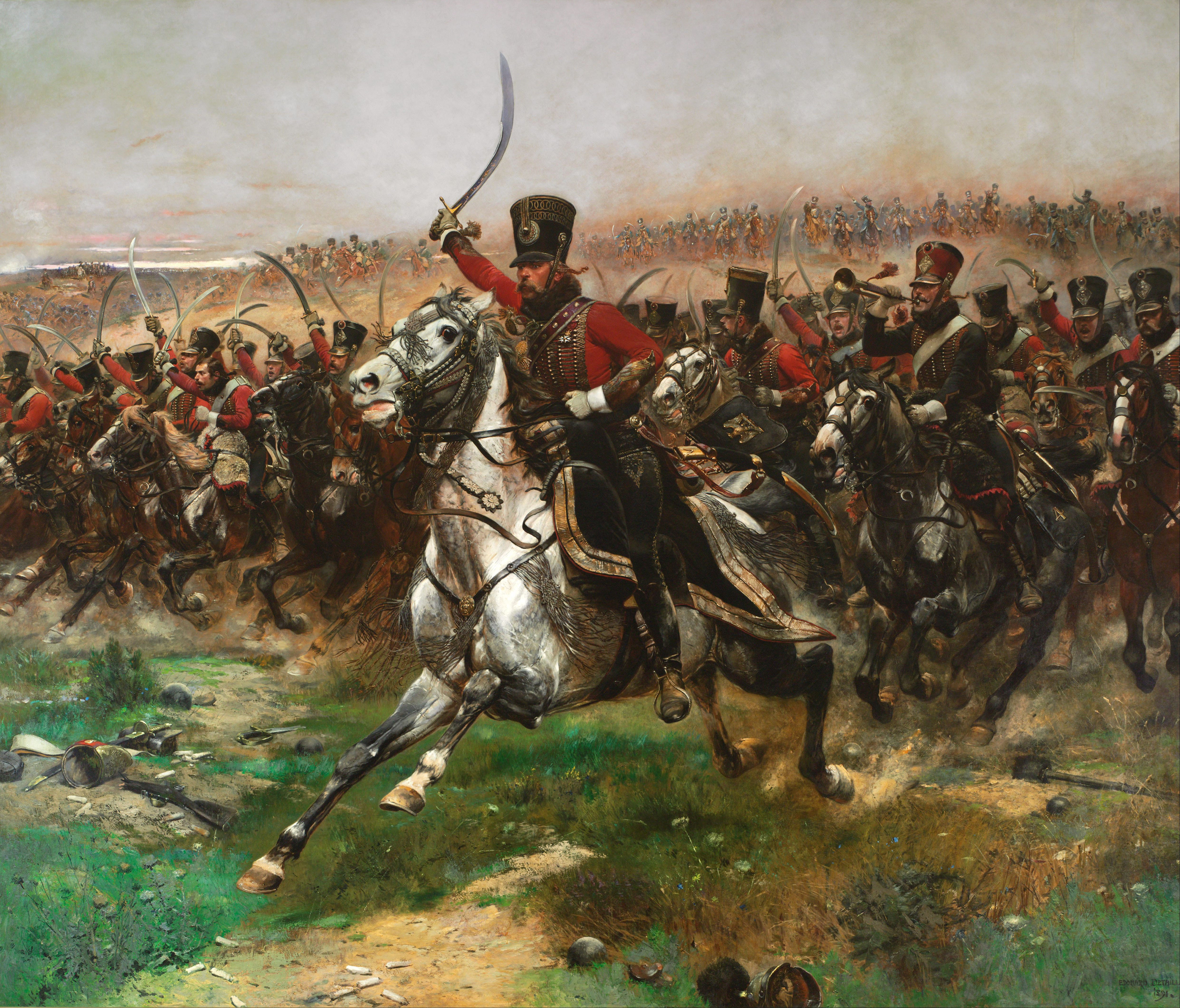
Il 4º reggimento Ussari. Questo reggimento fece parte della divisione di Nansouty nel 1803

La firma del trattato di Lunéville fece iniziare un periodo di pace sul continente europeo. Nel frattempo, però, con il Regno del Portogallo alleato del Regno di Gran Bretagna, il primo console Napoleone Bonaparte decise di fare un atto dimostrativo contro la nazione lusitana. Ordinò la creazione dei "Corpi d'osservazione della Gironda". Scelto tra nove uomini, Nansouty fu nominato a capo dei corpi di cavalleria. Con l'ordine di invadere il Portogallo, i Corpi d'osservazione della Gironda entrarono in territorio spagnolo, ma fecero ben presto ritorno in Francia dopo il trattato di pace firmato col governo portoghese. Nansouty mantenne vari comandi, prima di essere nominato generale di divisione il 24 marzo 1803, all'età di 35 anni. Comandante militare del dipartimento di Seine-et-Oise, fu messo al comando della cavalleria (5º Chasseurs à Cheval, 2º, 4º e 5º Ussari) dell'esercito di Hannover del generale Édouard Mortier, carica che ricoprì finché l'esercito di Hannover non fu sciolto e la città occupata dai francesi.
Il 1º febbraio 1804 Nansouty fu messo a capo della cavalleria di riserva dell'esercito della costa oceanica. La riforma della cavalleria francese era già iniziata nel settembre 1803, portando alla riorganizzazione dei primi dodici reggimenti di cavalleria pesante dell'esercito rivoluzionario francese, trasformati in reggimenti di corazzieri. Le riforme portarono anche alla creazione di una divisione composta da sei reggimenti di cavalleria pesante, compresi 1 e 2 º Carabiniers-à-Cheval, 2º, 3º, 9º e 12º corazzieri, il cui comando fu dato a Nansouty. Il 29 agosto 1805 questa divisione fu rinominata 1ª divisione di cavalleria pesante della neonata Grande Armata. Nansouty fu anche nominato commendatore della Legion d'onore il 14 giugno 1804. Nel 1805 Napoleone lo nominò primo ciambellano dell'imperatrice, ma Nansouty non amava la vita di corte e rinunciò alla carica non appena riuscì a trovare una scusa accettabile.

## Guerre napoleoniche

### Guerra della terza coalizione

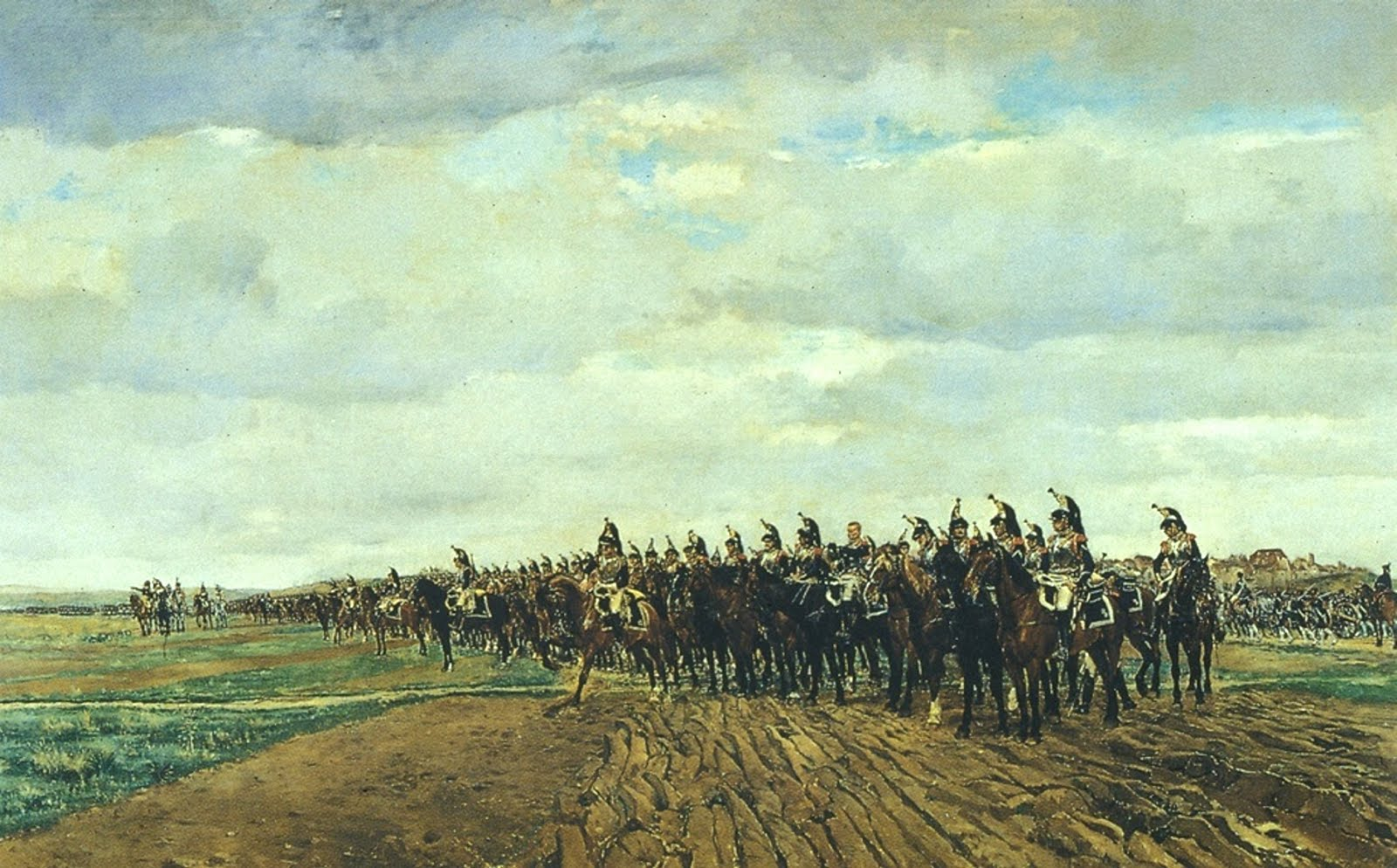
Corazzieri francesi si preparano ad una carica nel 1805. Nansouty comandò i corazzieri in numerose azioni quell'anno durante la guerra della terza coalizione. Dipinto di Ernest Meissonier

Allo scoppio della guerra della terza coalizione un corpo di cavalleria di riserva fu inserito nella Grande Armata, il cui comando fu dato al maresciallo Gioacchino Murat. Questa riserva di cavalleria comprendeva anche la divisione di Nansouty, un'altra divisione di cavalleria pesante guidata da Jean-Joseph d'Hautpoul, tre divisioni di dragoni, una divisione di dragoni di fanteria ed una brigata di cavalleria leggera. La divisione da sei reggimenti di Nansouty acquistò ben presto la reputazione di essere la meglio amministrata e la più precisa nelle manovre.
Durante la fase iniziale della campagna, la divisione di Nansouty fu aggregata al III corpo del maresciallo Louis Nicolas Davout, con il quale attraversò Reno e Danubio, prima di tornare al servizio di Murat. Nansouty ebbe la prima occasione di guidare i suoi uomini sul campo nella battaglia di Wertingen, in cui i suoi uomini si distinsero. Separandosi dai suoi due reggimenti di Carabiniers-à-Cheval, che dovette lasciare con Murat, Nansouty e la sua divisione ridotta seguirono l'imperatore ad Augusta, dove si unì al V corpo del maresciallo Jean Lannes. Sostennero la divisione di Walthernella battaglia di Schöngrabern. In seguito, nella battaglia di Wischau del 25 novembre 1805, il 9º corazzieri partecipò all'azione di cavalleria a fianco della divisione di corazzieri di d'Hautpoul, ai dragoni di Walther, ai granatieri a cavallo di Jean Baptiste Bessières ed al 1º Chasseurs à Cheval della guardia imperiale.

#### Carica di Austerlitz
Avendo fatto avanzare il grosso del proprio esercito in profondità in territorio austriaco, Napoleone si trovò di fronte un esercito di circa 85000 uomini nei pressi della città di Austerlitz. Il combattimento iniziò all'alba del 2 dicembre 1805, e Nansouty riunì l'intera sua divisione nella cavalleria di riserva, sotto Murat. Nansouty fu stanziato sul fianco sinistro dell'esercito, e comandava sei reggimenti da tre squadroni l'uno: il 1º e 2º Carabiniers-à-Cheval del generale di brigata Piston (rispettivamente 205 e 181 uomini), 2º e 9º corazzieri del generale La Housaye (304 e 280) e 3º e 12º corazzieri del generale Saint-Germain (333 e 277). Inoltre, alla sua divisione fu aggiunta anche la 4ª compagnia del 2º reggimento di artiglieria da cavallo. Questi uomini furono inizialmente posti su due linee, dietro la divisione di fanteria di Caffarelli che faceva parte del V corpo di Lannes.

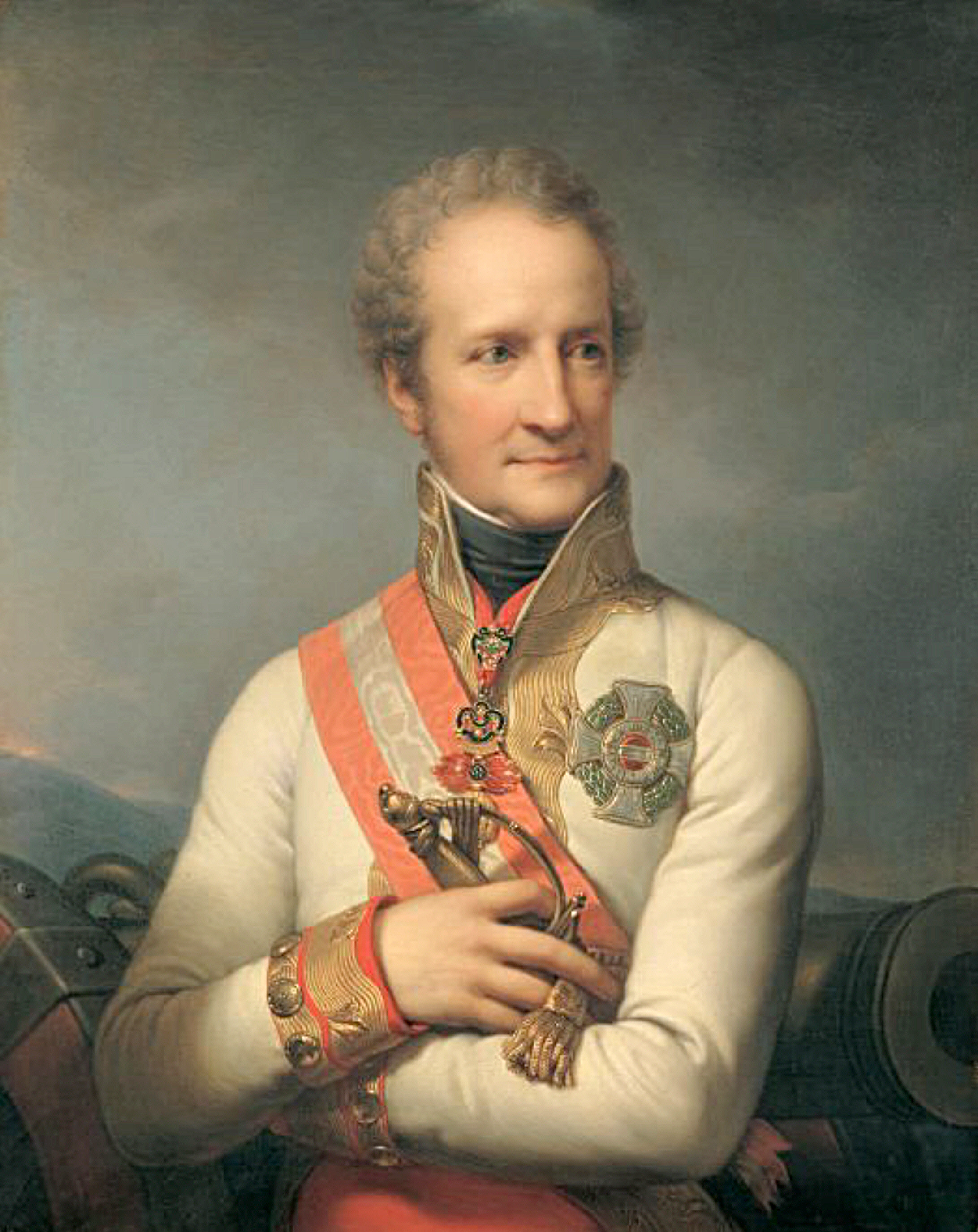
Il principe austriaco Giovanni I Giuseppe del Liechtenstein era alla guida della riserva di cavalleria dell'esercito austro-russo ad Austerlitz. Nel corso della battaglia i suoi uomini ebbero la peggio in una serie di scontri con la divisione di Nansouty

Attorno alle 10:00, dopo che la battaglia era scoppiata lungo tutto il fronte, il generale russo Pëtr Ivanovič Bagration, che aveva vinto lo scontro di cavalleria di pochi giorni prima a Wissau, fece retrocedere i suoi uomini davanti all'avanzata della fanteria nemica del V corpo. Nel frattempo il principe austriaco Giovanni I Giuseppe del Liechtenstein mandò i propri 400 cavalieri di riserva contro i 6 000 di Murat. Gli austro-russi non fornirono copertura di fanteria o artiglieria alla carica di cavalleria, mentre gli uomini di Murat erano supportati dalla fanteria e dall'artiglieria di Lannes. Dopo aver subito numerose perdite pel primo scontro con la fanteria di Lannes, la cavalleria della coalizione si ritirò e fu riordinata dai comandanti. Dopo essersi uniti alla cavalleria di Bagration attaccarono di nuovo, stavolta puntando direttamente il contro di comando di Murat. Quando gli austro-russi erano vicini all'obiettivo, furono investiti dagli uomini di Nansouty (i due reggimenti di Carabiniers ed il 2º e 3º corazzieri). Il rumore prodotto dallo scontro fu udibile a grande distanza. Dopo un breve combattimento, i cavalieri austro-russi furono respinti. Liechtenstein riordinò i propri uomini e, vedendo tutta la cavalleria francese disposta a sinistra della divisione di fanteria di Caffarelli, lanciò i propri uomini sul fianco destro di quella stessa divisione, ma furono prontamente respinti da una raffica di moschetto. Comprendendo lo sviluppo della situazione, Nansouty spinse i propri uomini a destra oltrepassando i plotoni di fanteria, per poi disporre i cavalieri su due linee di fronte alla fanteria. Tre cariche si susseguirono in breve tempo. Alla fine la cavalleria austro-russa fu definitivamente respinta. Dopo un'altra serie di ben organizzate azioni di fanteria e cavalleria, Murat e Lannes riuscirono ad obbligare alla ritirata l'intera forza di Bagration, causandogli una perdita di 2000 uomini (circa metà del totale) e 16 cannoni.
Da parte francese, nonostante le ripetute cariche di quel giorno, la 1ª divisione subì poche perdite grazie ai propri comandanti. La 1ª brigata di Piston ebbe 2 caduti e 41 feriti, la 2ª brigata di La Houssaye 1 caduto e 25 feriti, mentre la 3º di Saint-Germain 47 caduti e 28 feriti. Il reggimento con più perdite fu di gran lunga il 3º corazzieri, con 44 caduti e 27 feriti, per un totale del 21%. La carica di Nansouty fu definita "superba e brillante" nel resoconto stilato dal generale Augustin Daniel Belliard, capo di stato maggiore di Murat, e Nansouty fu in seguito elogiato nel bollettino e nominato Grand Ufficiale della Légion d'onore il 25 dicembre. Inoltre, dei sei colonnelli della sua divisione, tre furono promossi generali di brigata, e tre ricevettero la croce di Commandeur de la Légion d'honneur. Dopo la pace di Presburgo siglata con l'impero austriaco alla fine del dicembre 1805, la divisione di Nansouty fu stanziata in Baviera, dove passarono l'inverno.

### Guerra della quarta coalizione

#### Campagna di Prussia

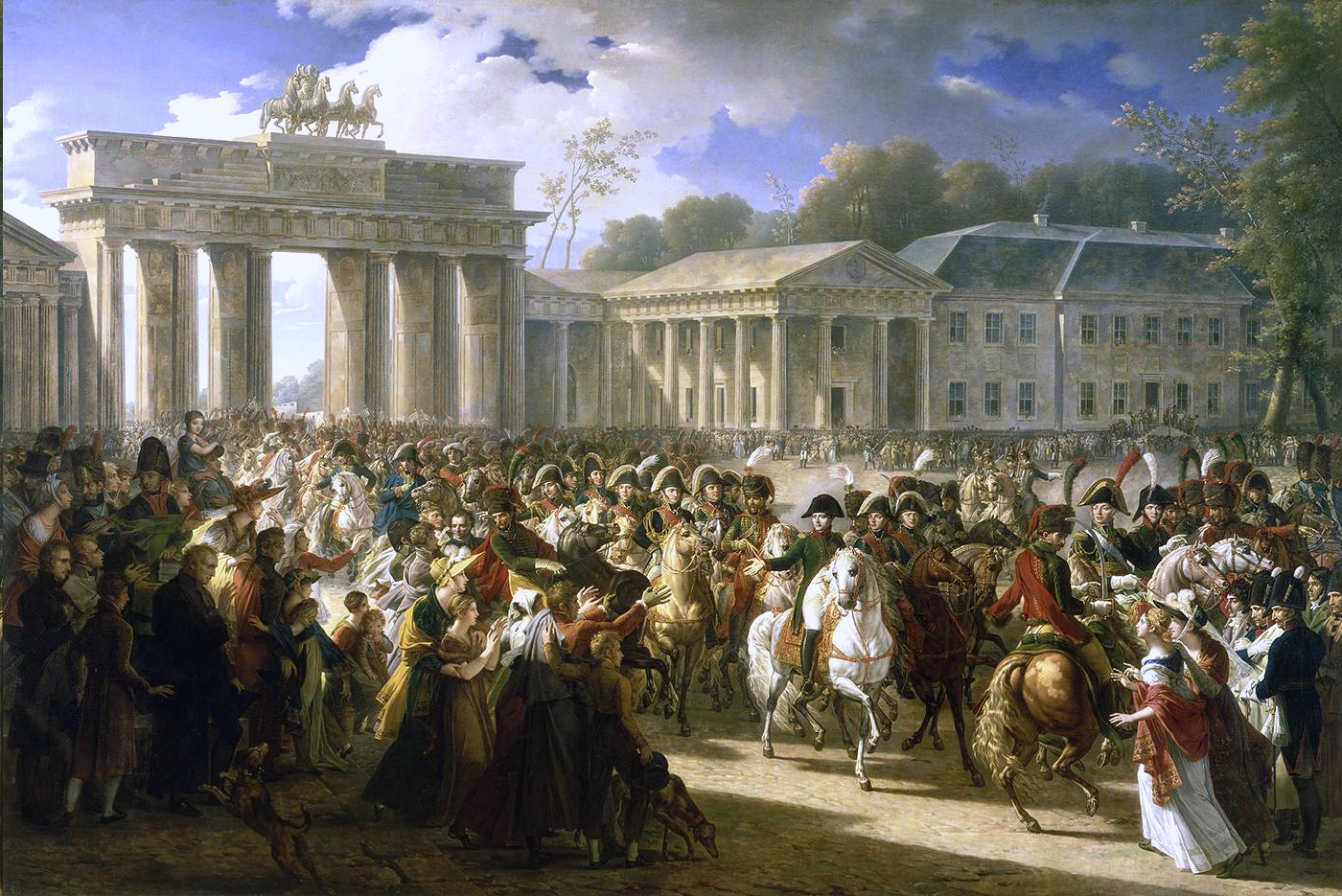
Parata trionfale della Grande Armata nella capitale prussiana di Berlino, il 25 ottobre 1806

Allo scoppio della guerra della quarta coalizione nel settembre 1806, l'imperatore Napoleone portò la propria Grande Armata nel cuore della Germania, in una memorabile campagna contro la Prussia. Utilizzando gli stessi reggimenti dell'anno precedente (1º e 2º Carabiniers-à-Cheval, 2º, 3º, 9º e 12º corazzieri), la 1ª divisione di cavalleria pesante di Nansouty fece nuovamente parte della riserva di Gioacchino Murat. Inizialmente, a causa della straordinaria velocità delle operazioni di Napoleone, la divisione ed una delle due brigate di corazzieri della 2ª divisione di d'Hautpoul non giunsero al fronte in tempo pder partecipare alla battaglia di Jena. La sera del 14 ottobre la cavalleria di Nansouty inseguì i prussiani in rotta, composti da 10000 fanti e 3 reggimenti di cavalleria, tra le strade di Erfurt. Con il nemico intrappolato in città, il colonnello Préval del 3º corazzieri negoziò la resa di Erfurt al calar della notte, il che permise la cattura di 12 000 prigionieri di guerra (tra cui 6 000 feriti) e di 65 cannoni.
Riprendendo l'inseguimento dell'esercito prussiano, la divisione di Nansouty giunse a Potsdam il 25 ottobre, e due giorni dopo partecipò alla parata trionfale della Grande Armata a Berlino, prima di sfilare davanti all'imperatore il 30 ottobre. A partire dal 7 novembre Nansouty e la sua divisione furono con Murat, diretti al fiume Vistola che attraversarono il 22 dicembre col resto della cavalleria di riserva. Dopo una breve e vittoriosa azione di cavalleria sul ponte Lapazin, tentarono di giungere in tempo per la battaglia di Golymin, ma furono rallentati dal fango e dai lenti dragoni che li precedevano. La divisione passò l'inverno a Varsavia ma, con Murat in congedo per malattia, Nansouty fu ben presto chiamato a sostituirlo assumendo il comando della cavalleria leggera di Lasalle e dei dragoni di Klein e Milhaud. Queste divisioni furono messe in prima linea e Nansouty, nonostante fosse ufficialmente sottoposto al maresciallo Nicolas Jean-de-Dieu Soult, aveva l'ordine di agire indipendentemente e riportare direttamente all'imperatore ogni importante notizia. Nansouty svolse con precisione la nuova missione, pattugliando personalmente il fronte e decidendo dove stanziare i picchetti di cavalleria leggera che avrebbero dovuto coprire gli avamposti della fanteria.

#### Campagna di Polonia: prime manovre

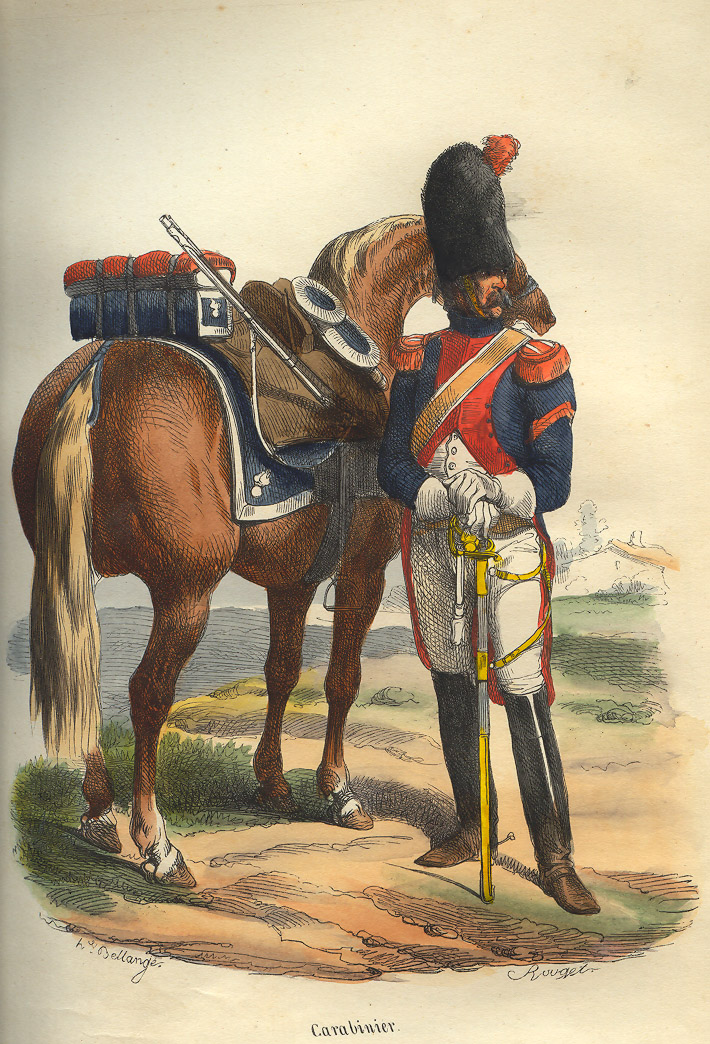
Prima del 1810 i due reggimenti di cavalleria pesante di carabiniers-à-cheval non indossavano corazze. Entrarono a far parte della divisione di cavalleria di Nansouty tra il 1804 ed il 1809

Con la notizia delle allarmanti operazioni russe contro il fianco sinistro dell'esercito, Murat riassunse il comando della riserva di cavalleria, ordinando a Nansouty di tornare alla sua divisione e seguire la concentrazione dell'esercito ad Eylau. Unendosi ai propri uomini a Varsavia, Nansouty li guidò diligentemente verso la destinazione assegnatagli, ma vi giunse solo il 13 febbraio 1807, cinque giorni dopo la battaglia di Eylau, troppo tardi per partecipare a qualsiasi scontro. Il 14 febbraio Nansouty seppe della morte del suo camerata ed ex comandante nel corso delle guerre rivoluzionarie, il generale d'Hautpoul, ferito mortalmente durante l'eroica carica di cavalleria proprio ad Eylau. Dopo la battaglia, l'imperatore decise di far riposare lì l'esercito per l'inverno. Per garantire la sicurezza degli avamposti, inviò Murat con una potente colonna, compresi gli uomini di Nansouty, a respingere ogni nemico che incontravano. Un piccolo scontro coinvolse la 1ª divisione a Wolfsdorf il 10 marzo, prima della decisione di mandare tutta la cavalleria pesante sulla bassa Vistola, dove avrebbero ricevuto rinforzi.
Con i ranghi rinforzati, la divisione di sei reggimenti di Nansouty contava, il 1º giugno 1807, non meno di 3257 uomini. Era di gran lunga la più consistente divisione della riserva di cavalleria, che comprendeva anche la 2º di Saint-Sulpice e la neonata 3º di Espagne. Alla ripresa delle operazioni militari alla fine del 1807, la divisione di Nasouty fu mandata a Deppen, dove il maresciallo Michel Ney era riuscito a ritirarsi con i suoi uomini dopo essersi salvato nella battaglia di Guttstadt-Deppen, on sorprendentemente poche perdite. Assorbendo i corpi di Ney nella cavalleria di riserva della Guardia Imperiale, Napoleone mosse verso Guttstadt, dove il 9 giugno trovò un consistente gruppo di nemici. Murat utilizzò la cavalleria leggera di Lasalle e quella pesante di Nansouty per lanciare una serie di cariche che ricacciarono il nemico. Murat continuò a spingere il nemico fino a portarlo tra le strade di Guttstadt, in cui entrò con la cavalleria al calar della notte. Avendo combattuto bene con i propri uomini, Nansouty fu messo a riposo il giorno seguente, lasciando tutte le azioni della battaglia di Heilsberg alla 3ª divisione di Espagne.
All'inizio di giugno 1807 l'imperatore riorganizzò la strategia decidendo di volersi muovere ancora più a nordest, al fine di impedire all'esercito russo di Bennigsen di utilizzare il ponte di Friedland per oltrepassare il fiume Łyna. Se i russi fossero riusciti ad oltrepassarlo presso Friedland, avrebbero potuto unirsi agli alleati prussiani stanziati a Königsberg. Napoleone stese un piano concedendo al maresciallo Murat due corpi ed una potente cavalleria di riserva, con l'ordine di marciare su Königsberg, mentre inviava il resto delle truppe a Friedland. A guidare l'avvicinamento a Friedland fu il maresciallo Jean Lannes (due divisioni di fanteria ed una brigata di cavalleria), con i dragoni di Grouchy e con i carabinieri e corazzieri di Nansouty. In assenza di Murat, Grouchy era il comandante più anziano e prese il comando di tutta la cavalleria rimasta con l'imperatore.

#### Campagna d Polonia: Friedland

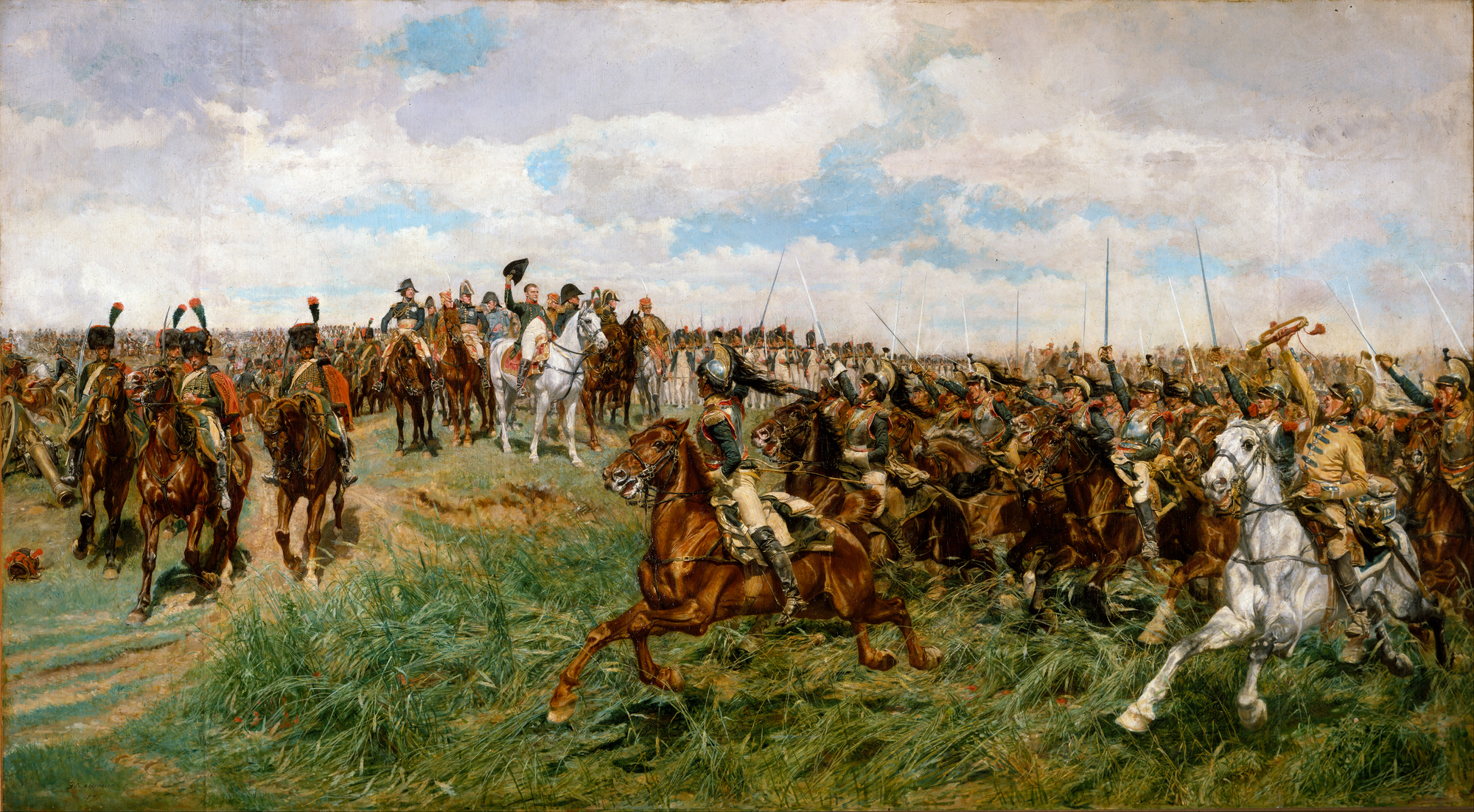
I corazzieri di Nansouty caricano durante la battaglia di Friedland del 14 giugno 1807

Giunto con i suoi uomini a Friedland il 13 giugno dopo il tramonto, Lannes trovò la posizione già occupata dai russi. all'alba del 14 giugno Lannes attaccò con una forza quasi simbolica (tra gli 11 000 e i 13 500 uomini) un esercito di 85 000 unità. Il suo obiettivo era quello di impedire al nemico l'attraversamento della Łyna, concedendo quindi a Napoleone abbastanza tempo per giungere con il resto degli uomini. La divisione di Nansouty giunse sul campo di battaglia di Friedland dopo i primi scontri, e si diresse verso lo strategico villaggio di Heinrichsdorf. Questo villaggio andava conquistato, dato che garantiva il collegamento tra Lannes e Napoleone. Anche Grouchy portò i propri dragoni al villaggio, e si stupì di trovarlo in mano nemica, con Nansouty in completa ritirata. In effetti Nansouty era giunto da poco, e gli era stato ordinato di occupare Heinrichsdorf, senza altre istruzioni e senza essere avvisato di quello che stava succedendo sulla destra. Quando fanteria e cavalleria russe lo pressarono si preoccupò delle proprie linee, ed ordinò la ritirata per evitare di venire tagliato dal resto dell'esercito.

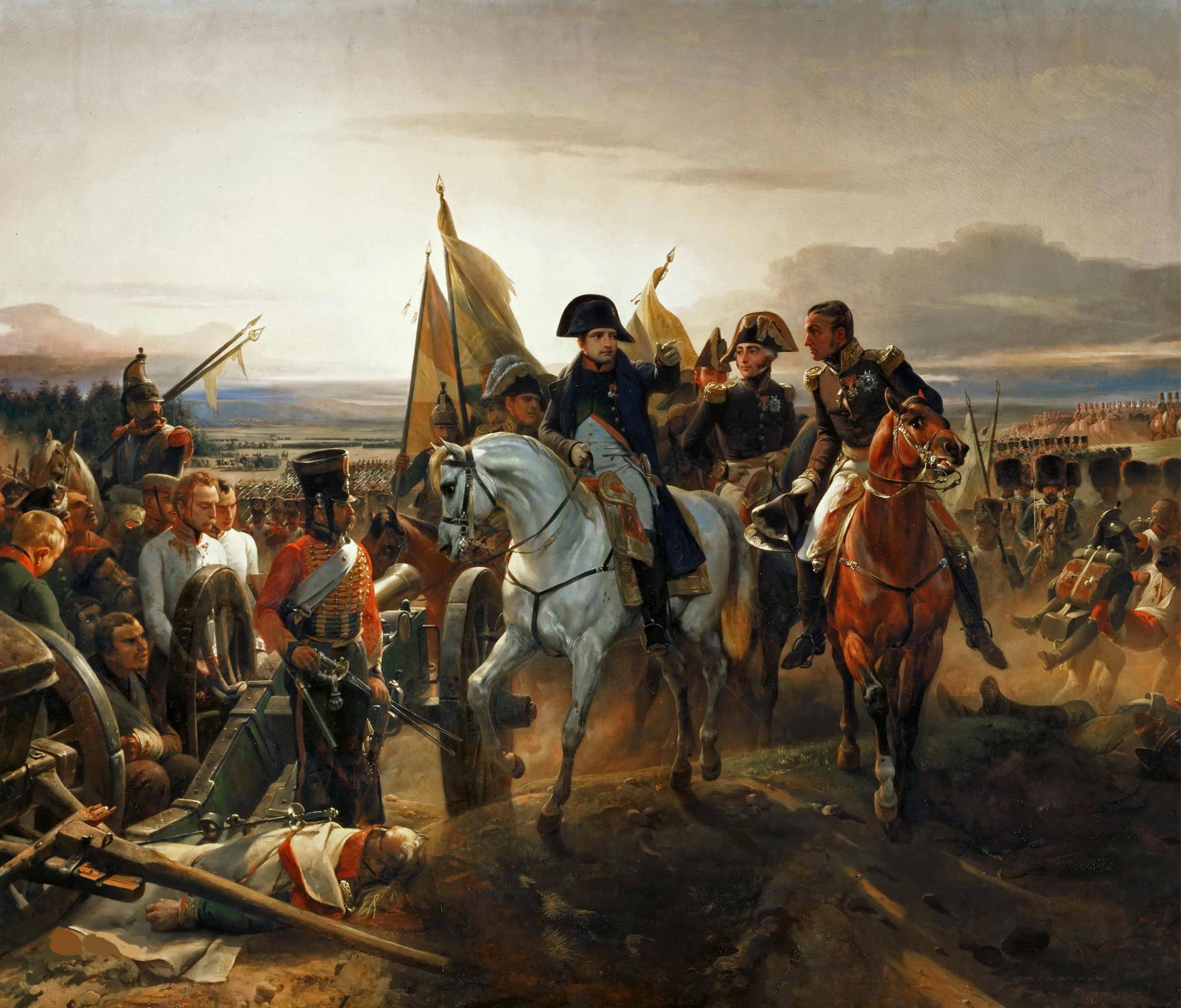
Napoleone ordina un attacco nella battaglia di Friedland. Il generale Nansouty ebbe un ruolo importante in questo combattimento, ed ha l'onore di essere stato raffigurato di fianco all'imperatore (alla sua sinistra) in questo dipinto di Horace Vernet

La mossa di Nansouty compromise l'intero piano di Lannes, che contava sui rinforzi provenienti da Heinrichsdorf. Lannes mandò subito il proprio aiutante di campo da Grouchy, chiedendogli di impedire al nemico di tagliargli il collegamento con l'imperatore, a qualunque costo. Grouchy prese il comando dei primi squadroni di Nansouty ordinandogli di riprendere la posizione iniziale, per poi lanciare una carica disperata ma vittoriosa con i propri dragoni, invadendo le strade del villaggio. I dragoni di Grouchy persero coesione, e furono disposti male dopo questa improvvisa carica, permettendo la controcarica russa. Nansouty giunse giusto in tempo, e i francesi respinsero la cavalleria russa. Seguì uno scontro tra i due comandanti di cavalleria. Grouchy fece pesare la propria anzianità e criticò la precedente scelta di Nansouty di ritirarsi. Nansouty replicò affermando che aveva più esperienza al comando della cavalleria. Quando riprese il combattimento il litigio non impedì a Nansouty di operare brillantemente sotto il comando di Grouchy, durante la drammatica serie di eventi che seguì. Già respinti in precedenza, i russi decisero di attaccare la postazione di Heinrichsdorf, ed assemblarono una potente fanteria preceduta da non meno di 60 squadroni di cavalleria, oltre a 2000 cosacchi. Per rispondere a questa mossa, Grouchy scelse un trucchetto, attirando una parte di cavalleria lontano dalla fanteria. Poi Grouchy caricò frontalmente i cavalli nemici, e contemporaneamente Nansouty li colpì dal fianco respingendoli. Nonostante le numerose cariche e controcariche, la cavalleria francese mantenne il controllo della situazione.
L'arrivo dell'imperatore con i rinforzi segnò il momento perfetto per un generale contrattacco. Napoleone pianificò l'attacco principale contro il fianco sinistro russo, cercando di impedirgli di ricevere rinforzi da destra. Per questo motivo Grouchy ricevette l'ordine di tenere continuamente impegnato il nemico, in modo da impedire a Bennigsen di disporsi sul fianco sinistro. A Grouchy fu anche richiesto il blocco dei cannoni nemici che stavano bombardando la parte sinistra dello schieramento francese. Si rivelò un compito arduo, ma Grouchy fu perfettamente assecondato da Nansouty, ed insieme bloccarono l'artiglieria russa. In seguito il resoconto di Grouchy espresse ammirazione per le azioni di Nansouty, sottolineando che quest'ultimo aveva "gloriosamente riparato" il precedente errore. Nansouty fu anche citato nel 79º bollettino della Grande Armata. Dopo la battaglia la 1ª divisione di cavalleria pesante si unì all'inseguimento dei russi fino al fiume Nemunas, ma a luglio la pace di Tilsit pose fine alle ostilità.

### Conte dell'impero, Primo possidente e guerra d'indipendenza spagnola

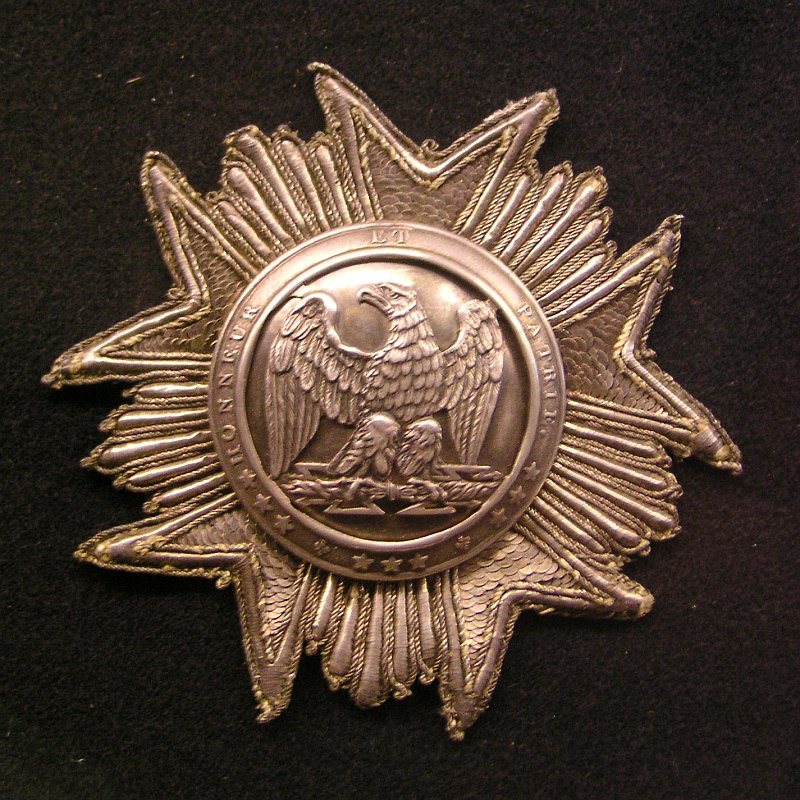
La decorazione della Grand Aigle de la Légion d'Honneur

I tanti elogi ricevuti da Nansouty nella battaglia di Friedland lo fecero apprezzare dall'imperatore, il quale non considerò colpa sua l'errore commesso dal generale. L'11 luglio 1807 il generale di divisione Nansouty fu insignito della Grand Aigle de la Légion d'Honneur, quinto e maggiore grado di questo ordine, riservato ai più grandi generali. Questo titolo gli valse anche una rendita annuale di 20 000 franchi. Il primo dono di 12 846 franchi gli fu offerto il 30 giugno 1807, e fu pagato dal ducato di Varsavia. Il 23 settembre ricevette ulteriori 5 882 franchi dalla Grand Livre dell'impero. Divenne conte dell'impero il 10 marzo 1808, e gli furono offerti altri due doni in denaro: 25 000 franchi dal regno di Vestfalia e 10 000 franchi dal dominio Zeven di Hannover. Gli furono concessi altri 100 000 franchi per l'acquisto di un hôtel particulier parigino. Nansouty acquistò l'Hôtel du Président Duret a Faubourg Saint-Germain, quartiere abitato dall'élite della Francia imperiale. Anche altri grandi militari quali il viceré d'Italia Eugenio di Beauharnais, i marescialli Davout e Lannes e i generali Rapp e Legrand acquistarono residenze a Faubourg Saint-Germain.
Nel 1808 gli fu anche offerto l'incarico di Primo possidente dell'imperatore nella famiglia militare dell'imperatore, onore che gli garantiva un'entrata annuale di 30 000 franchi, e che assunse importanza quando il Grande possidente, il generale Armand Augustin Louis de Caulaincourt, fu inviato a San Pietroburgo come ambasciatore. Si dice che Napoleone abbia scelto Nansouty per le sue maniere eleganti e per l'istruzione, la postura aristocratica ed il talento amministrativo. Tra i compiti da Primo possidente vi era quello di accompagnare l'imperatore durante la campagna di Spagna (dal novembre 1808 all'inizio di gennaio 1809). In quest'occasione gli furono assegnati numerosi compiti amministrativi. Gli aiutanti di campo dell'imperatore avevano i loro aiutanti di campo, posti anche sotto il comando del Primo possidente. Nonostante sia stato sempre molto vicino all'imperatore in una campagna composta da molte battaglie, Nansouty non esercitò mai il comando sul campo di battaglia, e nel gennaio 1809 tornò in Francia con Napoleone quando stava per scoppiare la guerra della quinta coalizione.

### Guerra della quinta coalizione
Con gran parte delle forze imperiali francesi impegnate nella sanguinosa guerra d'indipendenza spagnola, l'impero austriaco era convinto di poter finalmente vendicare l'umiliante sconfitta del 1805. Gli austriaci cercavano di sconfiggere la Francia e riconquistare il controllo di Italia e Germania. All'inizio del 1809 i preparativi austriaci per la guerra erano tanto intensi che Napoleone fu obbligato a lasciare la Spagna per fare ritorno a Parigi, da dove avrebbe potuto organizzare il proprio esercito in Germania. In primavera Nansouty fu rimesso al comando della prima delle tre divisioni di cavalleria pesante della riserva, assegnata allora al maresciallo Jean Baptiste Bessières. Allo scoppio della guerra della quinta coalizione, la divisione di Nansouty fu distaccata dalla riserva ed assegnata temporaneamente al III corpo del maresciallo Louis Nicolas Davout, ovvero colui a cui furono assegnati i compiti più onerosi di questo inizio di guerra. Quando Napoleone ordinò di concentrare gli uomini a Ratisbona, la divisione di Nansouty tornò sotto Bessières e si unì all'esercito bavarese. Dopo le prime vittorie di Abensberg e Landshut, Napoleone concentrò il grosso dell'esercito, compresi gli uomini di Nansouty, a Eckmühl, dove Davout era in attesa.

#### Eckmühl e Ratisbona

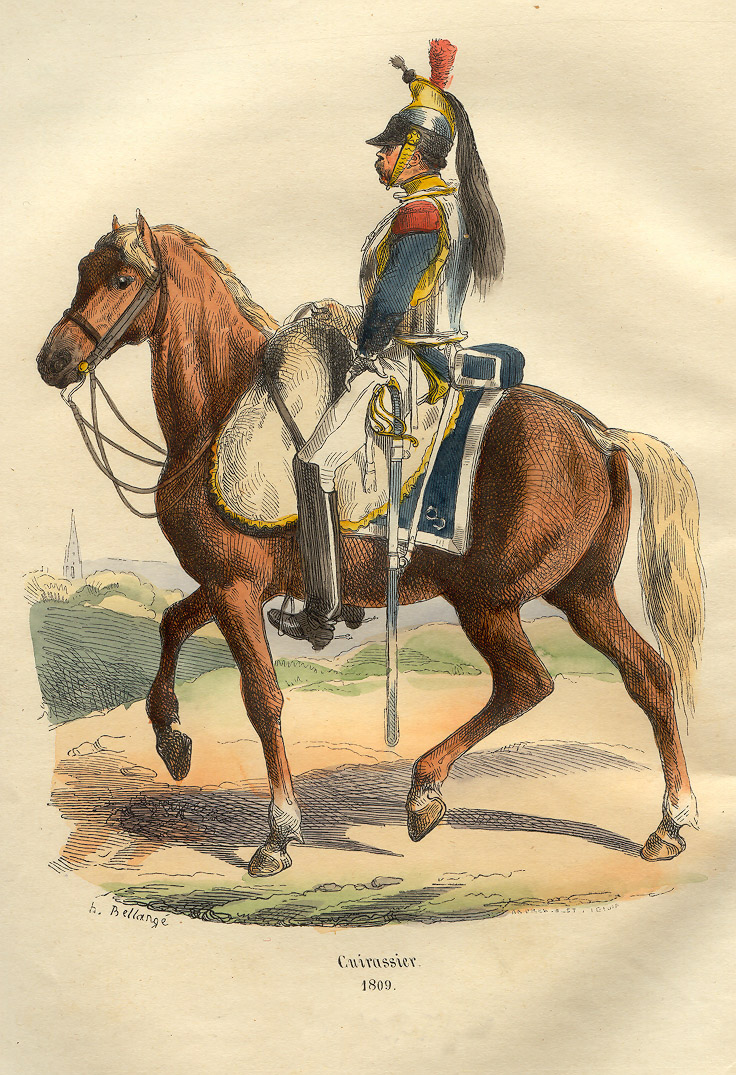
Corazziere francese nel 1809 completamente equipaggiato per la battaglia

Napoleone affrontò l'esercito austriaco dell'arciduca Carlo nella battaglia di Eckmühl del 21–22 aprile 1809. Il 22 aprile, secondo giorno della battaglia, Nansouty fu prima inviato sulla pianura di Schierling, a sostegno del generale bavarese Deroy il quale, dopo numerosi tentativi falliti, era riuscito a conquistare la città di Eckmühl. A parte la piana di Schierling, il terreno che circondava Eckmühl era sconnesso e collinoso, con pericolosi pendii scoscesi che rendevano difficoltoso l'uso della cavalleria. Nonostante questo, fu qui che ebbe luogo una delle più memorabili cariche di cavalleria delle guerre napoleoniche. Tutto iniziò sui pendii fuori Eckmühl, dove avvenne un primo piccolo scontro di cavallerie quando bavaresi e Württemberger affrontarono gli austriaci. Lo scontro fu vinto dagli austriaci, e i combattenti bavaresi e del Württemberg si ritirarono riorganizzandosi nei pressi delle due divisioni francesi di cavalleria pesante. Queste due divisioni, la 1º di Nansouty e la 2º di Saint-Sulpice (quattro reggimenti), furono affiancate a formare cinque linee con i loro reggimenti in colonna, una di fronte all'altra. Agli uomini fu ordinato di risalire il pendio per raggiungere la piana dove la cavalleria leggera era appena stata respinta. Giunta in cima al galoppo, la cavalleria prese il posto della fanteria del maresciallo Lannes, il quale gridò "Vive les cuirassiers" ("Viva i corazzieri") ed applaudì il passaggio dei commilitoni. Con i due reggimenti frontali disposti in linea e con la cavalleria leggera tedesca che ne proteggeva i fianchi, le due divisioni di cavalleria pesante sfondarono con facilità la cavalleria austriaca. Si trattò solo del preludio di un grande combattimento di cavalleria.
Per proteggere la ritirata, l'arciduca Carlo d'Austria riunì l'intera cavalleria di riserva, 44 squadroni in tutto, sui due lati della strada per Ratisbona, nei pressi del villaggio di Eggolsheim. Tra le 19:00 e le 20:00 Napoleone ordinò alla cavalleria di scacciare il nemico dalla sua posizione. Preparandosi alla carica, Nansouty dispose cinque dei suoi reggimenti su due linee, tre sulla prima e due sulla seconda, lasciando l'ultimo con Saint-Sulpice. La divisione di Saint-Sulpice si trovava a destra di quella di Nansouty, e rimase in colonna, mentre la cavalleria leggera proteggeva i fianchi dell'intero schieramento. In tutto i francesi avevano 48 squadroni e, durante l'avanzata, furono prima colpiti da un intenso fuoco d'artiglieria e poi caricati dai corazzieri di Gottesheim. Vedendo la carica nemica, Nansouty ordinò ai propri uomini di avanzare verso il nemico con un leggero trotto. Quando gli austriaci furono a circa cento passi, il primo reggimento di Carabiniers-à-Cheval si bloccò, caricò le carabine e sparò una raffica da trenta o quaranta passi, prima di sfoderare le spade ed unirsi ai corazzieri per una carica. Con Nansouty in prima fila e Saint-Sulpice a rimorchio, la pur vigorosa carica austriaca fu respinta. Giunto a sostegno dei corazzieri di Gottesheim, quelli del Kaiser subirono la stessa sorte, così come gli ussari di Sitpsicz e i cavalleggeri di Vincent. Alla luce della luna si svolse un sanguinoso scontro. Il generale austriaco Schneller rimase ferito e Suterheim, al comando dell'intera cavalleria austriaca, riuscì per poco ad evitare la cattura. La cavalleria austriaca fu respinta fino alle paludi, prima di ritirarsi verso Köfering, mentre il grosso dell'esercito dell'arciduca Carlo si ritirava a Ratisbona.
L'inseguimento riprese il giorno seguente all'alba, e fu seguito da un altro scontro nella battaglia di Ratisbona, in cui gli austriaci tentarono di rallentare l'inseguimento francese. Dopo un'aspra battaglia in cui gli uomini di Nansouty e Saint-Sulpice caricarono con successo per tre volte, i francesi catturarono la cittadella di Ratisbona, mentre gli austriaci proseguivano la ritirata. Nansouty fu lasciato a Ratisbona con Davout, per tenere d'occhio la ritirata dell'arciduca Carlo.

#### Aspern-Essling

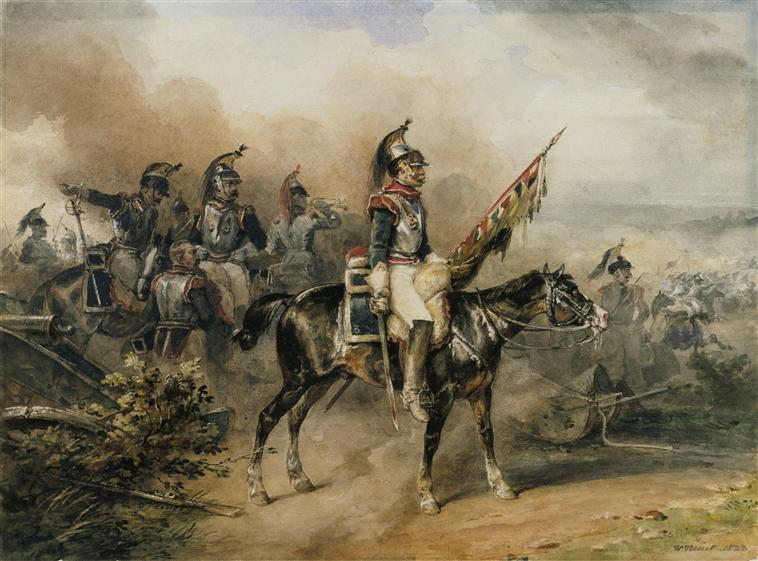
Corazzieri francesi del 3º reggimento durante una carica. Nella battaglia di Aspern-Essling il 3º corazzieri fece parte della brigata del generale Antoine de Saint-Germain, sotto il comando globale di Nansouty

Il 21 maggio 1809 Napoleone attraversò il Danubio non distante da Vienna, ed attaccò l'esercito dell'arciduca Carlo stanziato sulla riva settentrionale del fiume, in quella che sarebbe diventata famosa col nome di battaglia di Aspern-Essling. I francesi erano in netta minoranza, e divenne subito chiaro che avrebbero avuto problemi anche solo a mantenere la posizione. Nansouty poté portare solo una delle sue brigate, il 3º e 12º corazzieri di Saint-Germain, oltre il Danubio per le azioni del 21 maggio. Trovò gli eroici corazzieri di Jean-Louis-Brigitte Espagne impegnati in una carica, proprio come avevano fatto per tutta la giornata, nel disperato tentativo di fermare gli assalti austriaci alla sottile linea francese. Espagne era appena stato ucciso in battaglia, e sei stanchi squadroni avevano bisogno di venire sostituiti. All'inizio Nansouty fece avanzare gli uomini di Saint-Germain caricando la fanteria nemica e permettendo al proprio esercito di mantenere la posizione.
Il secondo giorno, 22 maggio, Nansouty ricevette la seconda brigata di corazzieri, 2º e 9º reggimento di Doumerc. Durante la mattinata, avendo ricevuto i rinforzi, Napoleone inviò gli uomini di Lannes all'assalto della linea nemica. La cavalleria di Nansouty e Lasalle protesse le colonne di fanteria, caricando il nemico per spazzare il campo. Attorno alle 9:00 ricevettero la notizia del crollo del ponte sul Danubio, rendendo in pratica impossibile l'arrivo di ulteriori rinforzi, ed obbligando Napoleone a richiamare l'assalto ordinando una ritirata. La situazione dell'esercito francese fu subito critica, con il maresciallo Lannes mortalmente ferito e numerose altre perdite. Servì tutta la capacità di Nansouty e degli altri comandanti per contenere il formidabile assalto austriaco. Dopo che buona parte dell'esercito aveva riattraversato un ramo del Danubio raggiungendo l'isola di Lobau, anche gli uomini di Nansouty si ritirarono dal campo di battaglia durante la notte.

#### Wagram

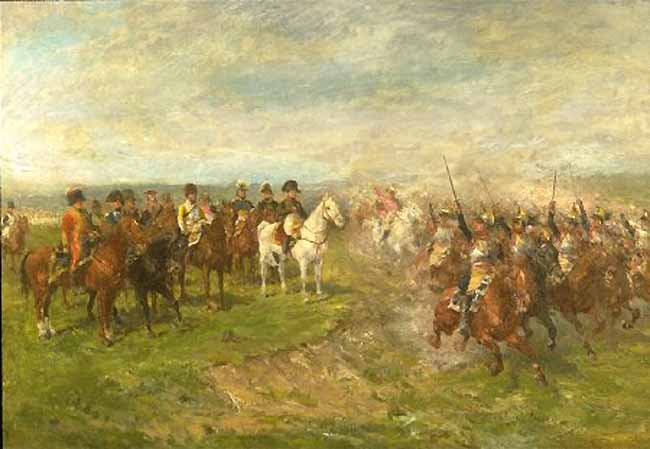
Corazzieri di Nansouty che caricano durante la battaglia di Wagram. Dipinto di Guido Sigriste

Dopo la sanguinosa ritirata di Aspern-Essling, Napoleone impiegò sei settimane a pianificare un nuovo attraversamento del Danubio. Lanciò questa nuova operazione la sera del 4 luglio e, alle prime ore del giorno seguente, riuscì ad avere una sostanziale forza al di là del fiume. La divisione di Nansouty non partecipò alle operazioni del primo giorno della battaglia di Wagram, e quella notte si accamparono dietro la guardia imperiale. Il giorno dopo, 6 luglio, Nansouty fu inizialmente assegnato a supporto di Davout, sul fianco destro, ma quando fu chiaro che il settore non era minacciato dall'arrivo di rinforzi nemici gli fu ordinato di tornare nella riserva in posizione centrale, non distante dal villaggio di Aderklaa. Quando la situazione sul fianco sinistro francese peggiorò rapidamente, furono chiamati in azione, e Napoleone ordinò al maresciallo Bessières, comandante della cavalleria di riserva, di mandare i propri uomini a caricare gli austriaci su quel lato. Sotto pressione, Bessières scelse di non attendere l'arrivo della cavalleria della guardia, e con le altre due divisioni già occupate sul campo decise di usare solo gli uomini di Nansouty. La sua divisione era molto forte: 24 squadroni, oltre 4000 uomini, compresi il 1º e 2º carabiniers-à-cheval di Defrance, il 2º e il 9º corazzieri di Doumerc ed il 3º e 12º corazzieri di Berckheim.
Bessières e Nansouty guidarono i propri uomini attraverso una grandinata di cannonate, con i carabiniers-à-cheval in prima linea. Trovando un punto debole nella linea austriaca, lo colpirono ed attraversarono la fanteria nemica disposta in quadrati, attaccando il battaglione grenzer Georger che si trovava sul loro cammino. Molti cavalieri francesi non riuscirono a penetrare, per cui Nansouty si trovò a comandare una forza molto ridotta. Mostrando grandi capacità di comando, Nansouty si diresse a destra caricando la linea d'artiglieria di Liechtenstein. La cavalleria austriaca intervenne prontamente, guidata dai cavalleggeri di Rosenberg e dai reggimenti di corazzieri Kronprinz, i quali affrontarono i fianchi dei carabiniers-à-cheval respingendoli, per poi inseguirli fino alle loro linee. La ritirata di Nansouty non scoraggiò Bessières, il quale stava già preparando una nuova carica supportato dalla cavalleria della guardia. Questa carica non avvenne mai, dato che il cavallo del maresciallo fu ucciso da una cannonata. Anche Bessières ne fu colpito e fu trasportato incosciente dietro le linee. Con il comandante presumibilmente morto, Nansouty non conosceva gli ordini dell'imperatore, e decise prontamente di richiamare gli uomini per evitare ulteriori perdite.

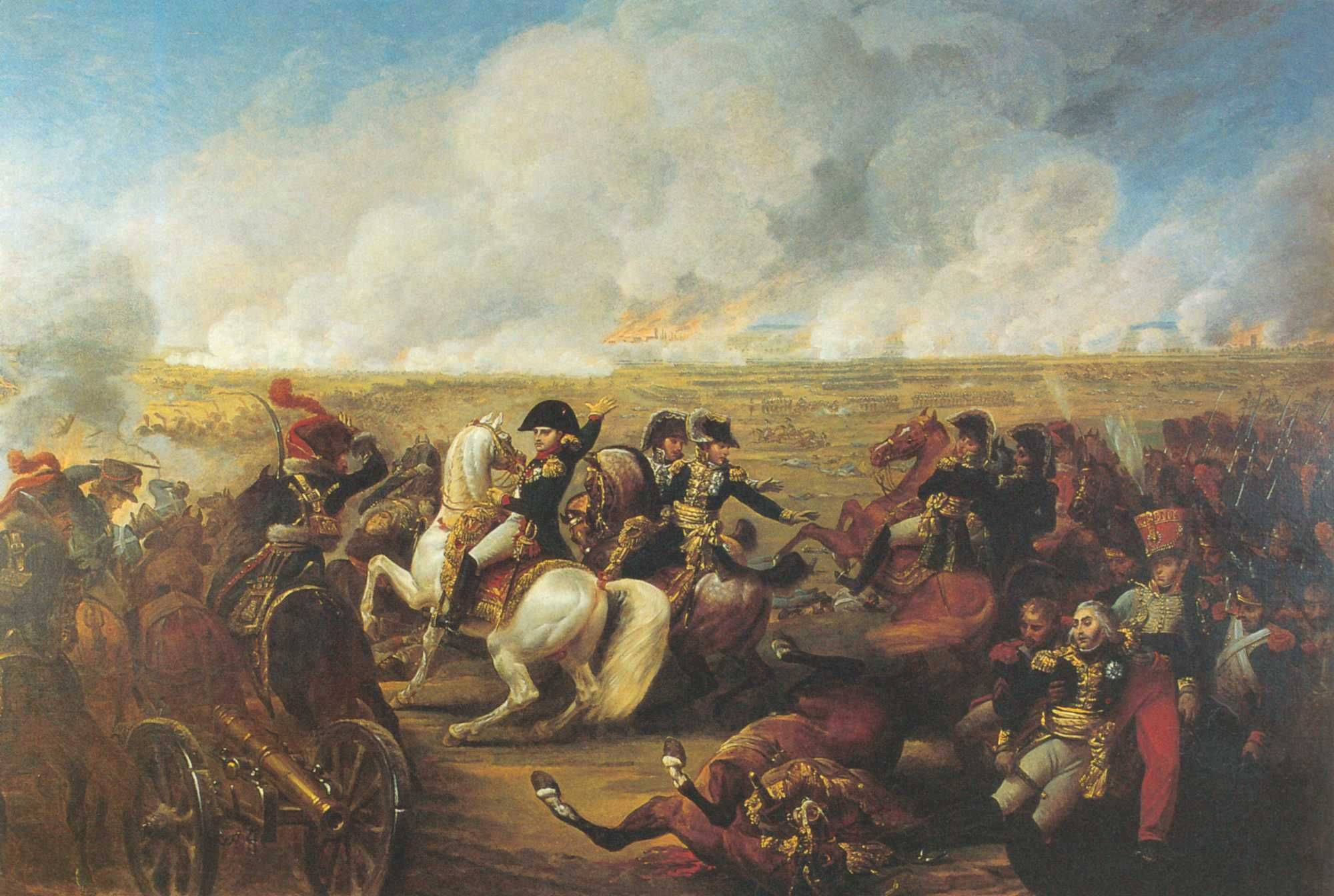
Nel corso della battaglia il maresciallo Bessières (raffigurato sulla destra) fu ferito e creduto morto quando il suo cavallo morì colpito da una cannonata. Dettaglio di un dipinto di Antoine-Jean Gros

Non fu il termine delle azioni di Nansouty nel corso della grande battaglia di Wagram. Nonostante il grande assalto di cavalleria avesse fatto molto per allentare la pressione sul centro-sinistra di Napoleone, la situazione rimase critica. L'imperatore mandò i corpi del generale Jacques MacDonald all'assalto del centro-destra austriaco. La formazione d'attacco di MacDonald, formata più per caso che per previdenza tattica, era una forza enorme disposta in colonne o quadrati. Quattro squadroni dei carabiniers-à-cheval di Nansouty furono mandati a sostegno del fianco di questo attacco, mentre il resto degli uomini fu retrocesso. Capendo che l'avanzata era ostacolata dall'intenso fuoco d'artiglieria austriaco, MacDonald riuscì a bloccarne i cannoni chiedendo una carica alla cavalleria della guardia di Walther a destra, e della divisione di Nansouty a sinistra. Senza ordini diretti dell'imperatore e del suo comandante, il maresciallo Bessières, out Walther scelse di non muoversi, mentre invece Nansouty fece avanzare i propri uomini ma, essendo posizionati troppo lontano, giunsero solo dopo che i cannoni nemici erano già stati spostati.
La divisione di Nansouty subì pesanti perdite nella battaglia di Wagram, con più perdite in termini di uomini e cavalli di tutte le altre divisioni insieme. Ben 1141 cavalli morirono o furono feriti, e le perdite umane furono considerevoli anche se solo i carabiniers-à-cheval erano venuti a contatto col nemico. In tutto la divisione di Nansouty contò 164 caduti e 436 feriti. Quella sera i due reggimenti di carabiniers-à-cheval potevano contare non più di 300 cavalli, con una perdita del 77% del totale,. Gravi perdite furono subite anche dal 9º e dal 12º corazzieri. La carica di Bessières, organizzata frettolosamente con la divisione di Nansouty, sotto i colpi dell'artiglieria e con una fanteria nemica pronta ad accoglierla, ebbe meno effetto rispetto a quella di Aspern-Essling, ma fece guadagnare a Napoleone tempo prezioso permettendogli di riconquistare il controllo della battaglia.

### Interludio tra due campagne

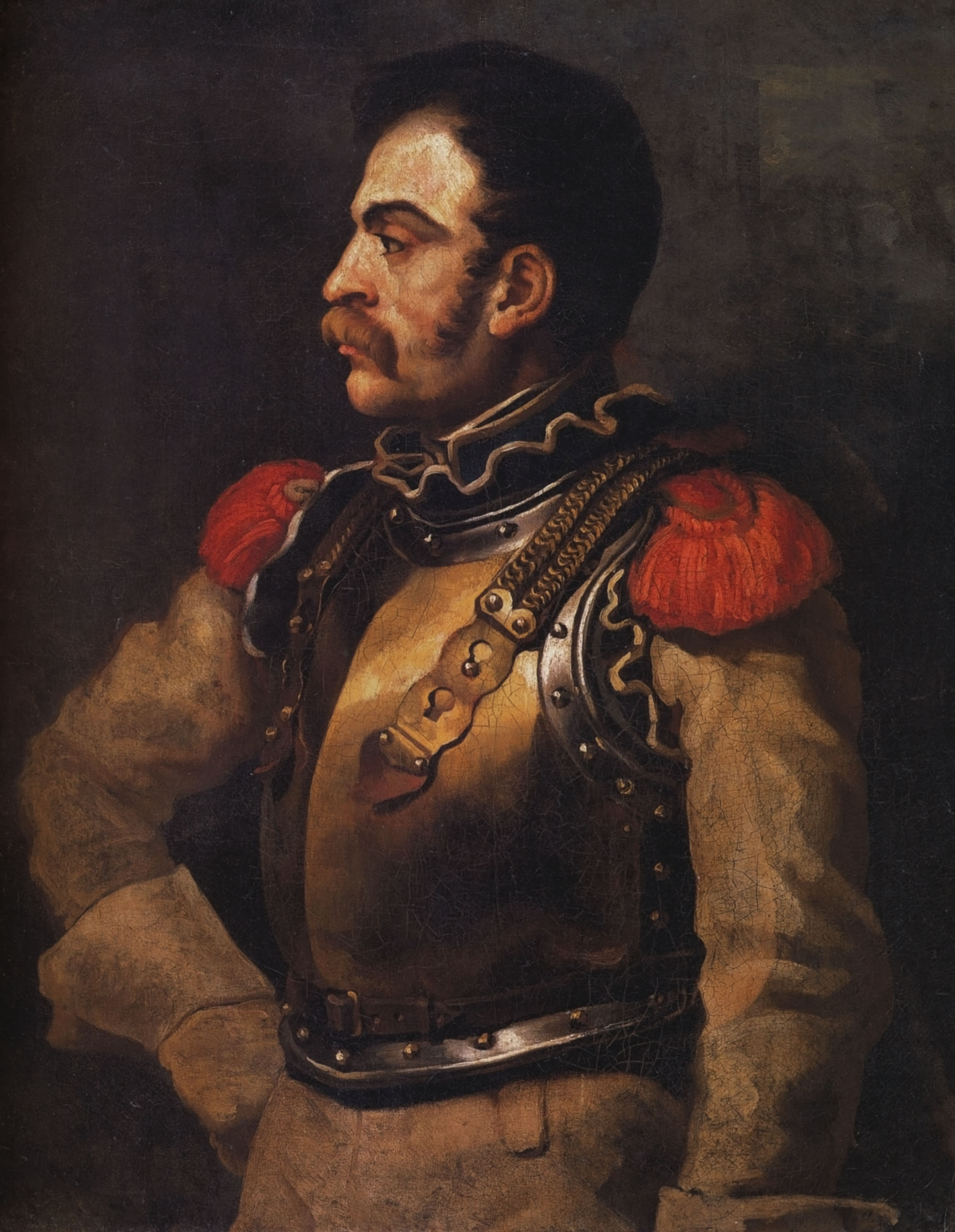
Le corazze furono adottate nel 1810 dai reggimenti di Carabiniers-à-Cheval, grazie al suggerimento di Nansouty

Il generale MacDonald criticò duramente Walther e Nansouty per la loro (disse) incapacità di fornire supporto di cavalleria nel corso dell'assalto. MacDonald scrisse nelle sue memorie che fu "colto alla sprovvista dalla lentezza del generale Nansouty [...] Nansouty alla fine caricò, ma troppo tardi per poter trarre vantaggio dal buco che aprii al centro dell'esercito austriaco". Pochi giorni dopo la battaglia di Wagram, Napoleone parlò con Nansouty di quello che considerava una pessima collaborazione con MacDonald. Nansouty rispose agli aspri rimproveri dell'imperatore fornendo la propria spiegazione, ed affermando di non essere stato consultato riguardo al posizionamento della propria divisione, il che avrebbe reso impossibili le manovre nel corso dell'azione. Data l'insistenza di Napoleone, Nansouty si alzò e disse: "Dopotutto, non è in nessun modo Sua Maestà a potermi insegnare come condurre la cavalleria...". Nonostante questa frase, Nansouty continuò a ricevere importanti incarichi negli anni seguenti. Poco dopo questa sanguinosa battaglia Nansouty insistette per far indossare ai carabiniers-à-cheval corazze d'acciaio, nel tentativo di evitare in futuro il problema che aveva notato nei combattimenti corpo a corpo. L'iniziativa di Nansouty fu approvata, ed attuata nel 1810.
Grazie al trattato di Schönbrunn firmato tra l'impero francese e l'impero austriaco ad ottobre, a Nansouty fu ordinato di lasciare il comando della propria divisione al generale Bruyères, riprendendo l'incarico di Primo possidente dell'imperatore (17 ottobre 1809). Con il ritorno del Grande possidente Armand Augustin Louis de Caulaincourt, il ruolo del Primo possidente perse importanza. Nel 1811 a Nansouty fu assegnato un altro incarico, quello di Ispettore generale di cavalleria. Molto attivo nello svolgimento di questa funzione, divenne subito famoso per il rigore e per la dettagliata conoscenza e l'inestimabile esperienza in questo campo. La guerra non era però lontana e, il 19 ottobre 1811, Nansouty fu richiamato al comando della 2ª e 4ª divisione di corazzieri dei "Corpi di osservazione dell'Elba", sotto il comando del maresciallo Louis Nicolas Davout. Cona la riorganizzazione della Grande Armata dell'aprile 1812, Nansouty fu messo al comando del I corpo di cavalleria.

### Campagna di Russia
Allo scoppio della guerra con la Russia nel 1812, la Grande Armata era composta anche di quattro numerosi corpi di cavalleria di riserva, comandati rispettivamente da Nansouty (1º), Montbrun (2º), Grouchy (3º) e La Tour Maubourg (4º). Questa innovazione fu molto criticata dopo il termine della campagna e, citando le parole del maresciallo Marmont, ebbe l'unico merito di "presentare uno spettacolo straordinario che faceva strabuzzare gli occhi".
Durante questa campagna il I corpo di cavalleria di Nansouty era composto da: 
- Generale Bruyères: 1ª divisione di cavalleria leggera (7º, 8º Ussari, 16º Chasseurs à cheval, 9º Chevau-légers lanciers, un reggimento di cavalleria leggera prussiana ed uno polacco),
- Generale Saint-Germain: 1ª divisione corazzieri (2º, 3º, 9º corazzieri, 1º reggimento Chevau-légers lanciers),
- Generale Valence: 5ª divisione corazzieri (6º, 11º e 12º corazzieri, 5º Chevau-légers lanciers),
- Artiglieria composta da 36 pezzi.[52]

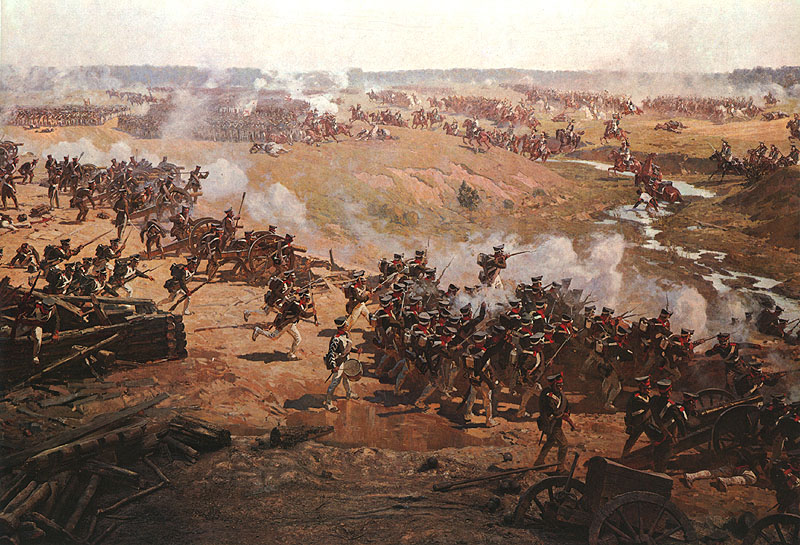
I corazzieri di Nansouty attaccano i quadrati di guardie russe a sinistra di Semyanovskaya (sullo sfondo) nella prima parte della battaglia di Borodino. Dettaglio di Panorama di Borodino di Franz Roubaud, 1912

Attraversato il fiume Nemunas, Nansouty continuò la marcia sotto la guida di Gioacchino Murat, precedendo l'avanzata dell'esercito e conquistando Vilnius. Nonostante siano stati uniti costantemente a Murat e a Napoleone, gli uomini di Nansouty parteciparono poco all'azione, combattendo brillantemente in uno scontro d'avanguardia ad Astroŭna, e venendo utilizzati anche a Vicebsk. Un piccolo incidente coinvolse una parte della cavalleria leggera di Nansouty nella battaglia di Vicebsk, quando l'8º Ussari ed il 16º chasseurs à cheval si girarono e fuggirono davanti alla cavalleria leggera russa. Era la prova che la divisione di Bruyères, di cui facevano parte, era stata utilizzata troppo e spesso piazzata nell'avanguardia, portando alla perdita di molti dei migliori combattenti. Nonostante gli sforzi di Nansouty, le lunghe ed estenuanti marce, le piogge torrenziali e l'assenza di buon cibo si fecero sentire tra i ranghi, ormai ridotti alla metà del numero iniziale. In più, come tutti gli altri comandanti di cavalleria, raramente Nansouty aveva il controllo diretto delle sue truppe, il che ne causava talvolta un utilizzo errato.
Le sue tre divisioni si riunirono il 7 settembre 1812, quando gli uomini di Nansouty parteciparono alla battaglia di Borodino. Furono posti sulla destra, in seconda linea, dietro il maresciallo Davout e, dopo che Murat riuscì a conquistare due ridotte sul fianco sinistro russo, Nansouty portò i suoi uomini a destra sostenendo l'avanzata dell'ala destra dell'esercito. Durante un contrattacco russo Nansouty si mise alla testa delle divisioni pesanti di Saint-Germain e Valence, e caricò venendo colpito da un proiettile al ginocchio. Era la prima ferita di guerra subita da Nansouty, e fu abbastanza grave da porre fine per lui alla campagna di Russia. Fu trasportato a Mosca dopo l battaglia ma, nonostante fosse ancora ferito, il 10 ottobre fu incaricato del comando el convoglio che avrebbe riportato dietro le linee generali e colonnelli feriti, oltre ai numerosi trofei di guerra conquistati. Durante questa missione fu esposto a molti pericoli, alla fame ed al freddo estremo, che andarono a colpire la sua già debole salute. Gli fu permesso di fare ritorno in Francia per la convalescenza.

### Guerra della sesta coalizione
Quello che era rimasto dell'esercito francese abbandonò definitivamente la Russia nel dicembre 1812, e la loro sconfitta scatenò sentimenti anti-francesi in Germania e in Prussia portando alla nascita, con i russi, della sesta coalizione. Le ostilità proseguirono all'inizio del 1813, ma il convalescente Nansouty non poté partecipare agli scontri, per cui gli fu offerto il prestigioso incarico di colonnello generale dei dragoni (16 gennaio), al posto del generale Louis Baraguey d'Hilliers morto di recente. La ferita di Nansouty era molto seria, ma fu molto fortunato: il proiettile che gli aveva colpito il ginocchio aveva attraversato solo la carne, senza rovinare la rotula. Avendo perso la prima parte della campagna, il generale Nansouty fu rimesso al comando non appena la ferita fu guarita, verso la metà del 1813. Accettò di guidare la cavalleria della guardia imperiale, composta da 5000 uomini, compresi quelli di Guyot, Letort, Lefebvre-Desnouettes e Édouard Colbert.

#### Campagna di Sassonia
Nel 1813 avvennero molte operazioni militari in Sassonia, in cui chasseurs-à-cheval e cavalleggeri di Colbert si scontrarono spesso col nemico, ma il primo scontro serio fu la battaglia di Dresda, in cui la cavalleria di Nansouty sostenne l'attacco del maresciallo Michel Ney al fianco sinistro, assieme alle divisioni di fanteria del maresciallo Édouard Mortier.

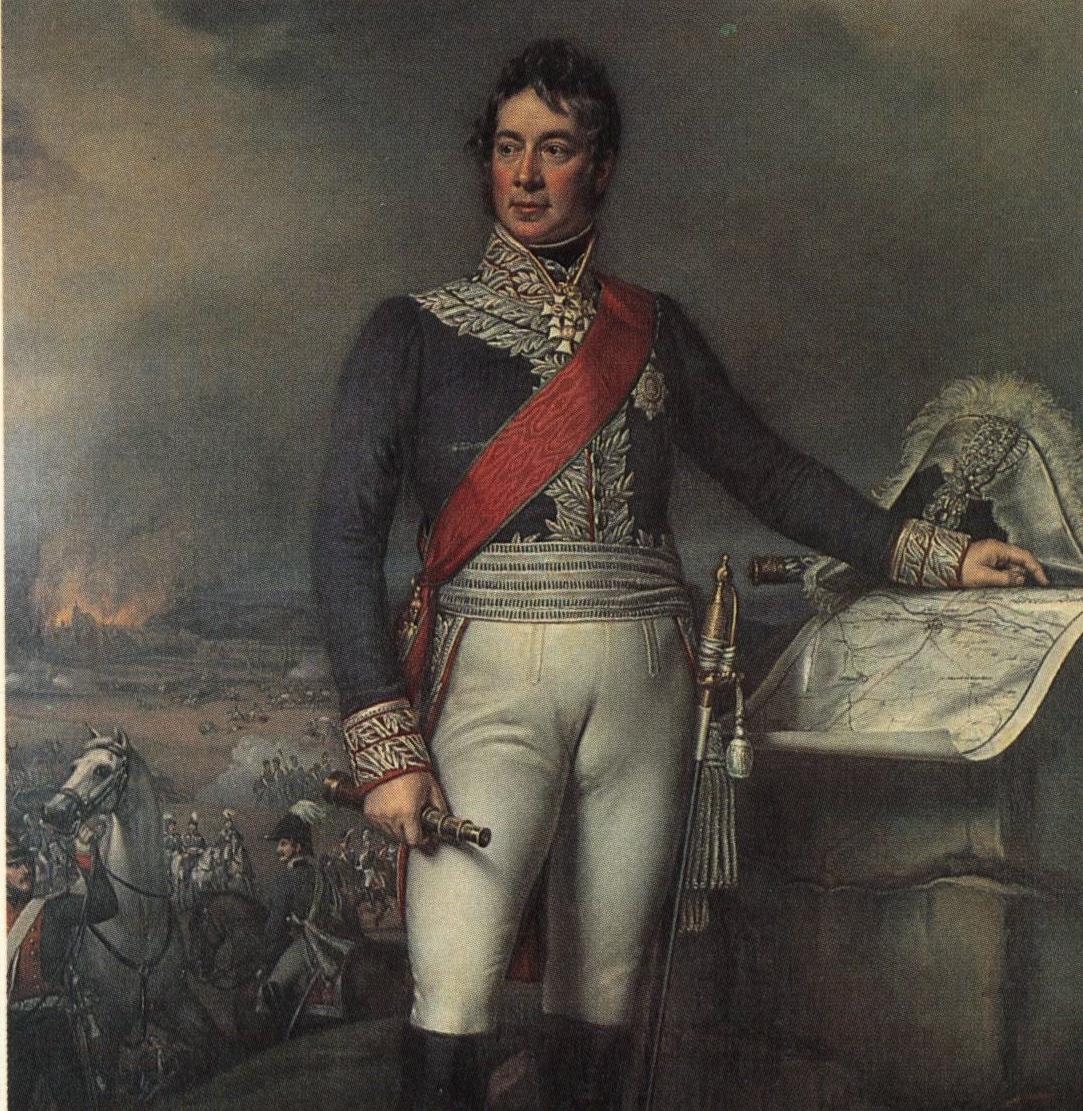
Il generale bavarese Karl Philipp von Wrede tenta di bloccare la ritirata di Napoleone verso la Francia, causando la battaglia di Hanau. Nel corso dello scontro la cavalleria austro-bavarese fu sconfitta da Nansouty

La cavalleria della guardi non fu necessaria prima dell'epica "Battaglia delle Nazioni" di Leipzig. Poste inizialmente in riserva, cavalleria ed artiglieria entrarono in gioco insieme, dopo che Napoleone seppe della defezione sassone. Con i Sassoni schierati con la coalizione, intenti a sparare agli ex alleati, la situazione di molte truppe francesi divenne disperata. La posizione della divisione del generale Durutte, posta nei pressi delle linee sassoni, era critica e Napoleone giunse in loro aiuto, con Nansouty al comando di cavalleria ed artiglieria della guardia. Nansouty lanciò un'impetuosa carica con alcuni dei suoi reggimenti, grenadiers-à-cheval, dragons e chevau-légers, e i Sassoni non poterono difendere la loro postazione. La situazione mutò il 19 ottobre, con l'esplosione di un ponte sull'Elster, principale linea di ritirata della retroguardia francese ormai bloccata a Lipsia. La cavalleria della guardia uscì dal campo di battaglia dimostrandosi utile nella copertura della ritirata delle restanti forze francesi.
Con la Grande Armata in completa ritirata, un'altra situazione pericolosa si ebbe il 29 ottobre. Anche la Baviera si era schierata con la coalizione, ed un esercito austro-bavarese composto da circa 45000 uomini guidati da Carl Philipp von Wrede, che aveva combattuto con l'imperatore le precedenti campagne, cercò di rallentare la ritirata francese in attesa dell'arrivo del resto della coalizione. Wrede aveva i mezzi necessari per raggiungere l'obiettivo, avendo a disposizione circa 100 pezzi d'artiglieria e 50 squadroni di cavalleria. I francesi erano in rotta completa, e solo poche unità erano ancora in grado di combattere. Nella successiva battaglia di Hanau Wrede schierò le truppe di fronte alla foresta di Lamboi, attraverso la quale si aspettava il passaggio dei francesi. Dispose quasi tutta la cavalleria sulla sinistra, sotto il comando diretto del maresciallo di campo Spleny. Nonostante l'inferiorità numerica, Napoleone inviò una parte dei suoi uomini contro i bavaresi schierati di fronte, ma ben presto u necessaria la discesa in campo dei fanti. I bavaresi avevano combattuto a fianco dei francesi in passato, e la vista dei temibili fanti ne colpì il morale causandone la ritirata nella foresta dopo un breve scontro. A causa della pioggia d'artiglieria bavarese, la fanteria francese dovette bloccarsi. Napoleone dispose in batteria l'artiglieria del generale Le Noury, sostenendo il generale Drouot. A Nansouty, con i dragoni della guardia e i lancieri, si chiese di proteggere l'artiglieria dal nemico ponendo i propri uomini dietro i cannoni.

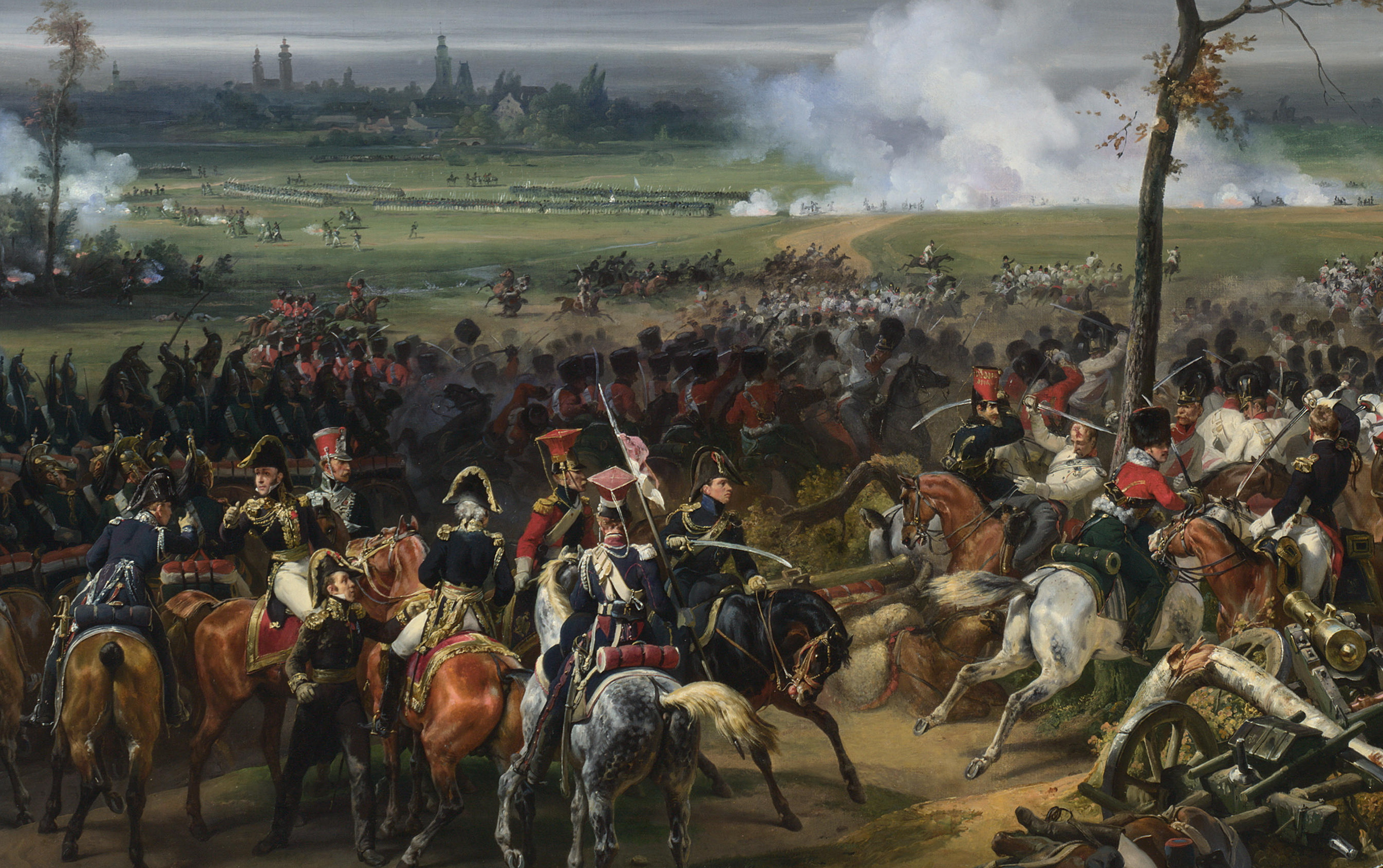
Il generale Nansouty (di spalle, riconoscibile per la capigliatura incipriata e la coda di cavallo) da' istruzioni durante la difesa dell'artiglieria dall'attacco austro-bavarese. La sua cavalleria sta caricando sullo sfondo. Dettaglio di un dipinto di Horace Vernet

Vedendo questo inaspettato sviluppo, Wrede inviò la propria cavalleria, non meno di 7000 uomini, a caricare la batteria di Drouot. Il continuo fuoco d'artiglieria francese era devastante, e molti squadroni di cavalleria si ritirarono. Alcuni di loro riuscirono a raggiungere i cannoni francesi e ad oltrepassarli, subendo la controcarica della cavalleria francese che li scacciò. Con l'artiglieria fuori pericolo, Nansouty, con l'aiuto dei corazzieri di Sebastiani, iniziò un inseguimento raggiungendo e sconfiggendo un reggimento di corazzieri austriaci, uno di quelli di dragoni di Knesevich e due reggimenti di cavalleggeri bavaresi, tutti comandati direttamente da Spleny. Quindi, con una manovra simile a quella effettuata da Kellermann a Marengo, Nansouty si spostò sulla sinistra colpendo la fanteria nemica. I grenadiers-à-cheval si trovavano nel centro della battaglia e, con il ritorno della cavalleria bavarese, si trovarono in pericolo, ma furono prontamente salvati dal reggimento Gardes d'Honneur. Nansouty raccolse quindi l'intera sua cavalleria sconfiggendo i restanti quadrati di fanteria e la cavalleria, spingendone alcuni nel fiume Kinzig. Nel frattempo quanto compiuto da Nansouty permise a Sebastiani di bloccare l'artiglieria bavarese utilizzando con capacità la divisione di corazzieri di Saint-Germain e la divisione leggera di Exelmans. Nansouty ricevette una leggera ferita, ma il suo ruolo ad Hanau fu paragonato da uno storico russo a quello di Friedrich Wilhelm von Seydlitz nella battaglia di Zorndorf.

#### Campagna di Francia
La campagna conclusiva di Nansouty ebbe luogo nel 1814 su suolo francese, in circostanze tristi per i francesi, e vide un enorme esercito della coalizione invadere la Francia all'inizio dell'anno. In questa campagna comandava 5 000 guardie, compresi il 1º e 2º reggimento di cavalleggeri del generale Édouard Colbert, i chasseurs à cheval del generale Laferrière, i grenadiers à cheval del generale Guyot, i dragons del generale Letort e l'intera artiglieria a cavallo della guardia.
I suoi uomini furono impegnati il 27 gennaio nella battaglia di Brienne. Due compagnie di artiglieria a cavallo, guidate da un ufficiale di nome Marin, veterano delle campagne in Italia e in Egitto e favorito dell'imperatore, furono quasi completamente distrutte, con i cannoni ed il comandante catturati dal nemico. Napoleone era molto arrabbiato per il fatto che la cavalleria pesante non era riuscita a proteggere questi cannoni. Un'ulteriore perdita di cannoni si ebbe nella battaglia di La Rothière, una delle poche sconfitte sul campo subite da Napoleone. Parte della cavalleria della guardia aveva caricato la cavalleria nemica ma, di fronte alle guardie imperiali russe e prussiane, e con i fianchi minacciati dai dragoni nemici, fu obbligata a ritirarsi abbandonando alcuni dei cannoni.
Dopo essersi riunito con l'imperatore a Champaubert, Nansouty prese parte alla battaglia di Montmirail, dove inizialmente si dedicò alla protezione dell'artiglieria. In seguito si unì all'attacco della fanteria alle fattorie di Ėpine-au-Bois, in cui sconfisse la fanteria e ne iniziò l'inseguimento. Il tutto permise la conquista di cannoni nemici, e ad alcune ferite per Nansouty. Una parte dei suoi uomini partecipò alla battaglia di Château-Thierry, nella quale l'imperatore ordinò alla cavalleria di aggirare il fianco sinistro nemico, ed in cui il generale Letort ed il colonnello Curély sconfissero numerosi quadrati di fanteria. Il 14 febbraio Nansouty guidò personalmente una brillante carica nella battaglia di Vauchamps, nella quale sostenne Grouchy nella carica che decise l'esito dello scontro. Caricando frontalmente gli uomini di Blücher, Nansouty permise a Grouchy di calare alle spalle delle colonne nemiche, sconfiggendole ed inseguendole con successo. Il nemico perse 9000-10000 soldati, oltre a 25 cannoni. L'imperatore era raggiante dopo questa battaglia ma, al tramonto, il suo umore cambiò quando scoprì la perdita di una parte degli uomini dell'artiglieria. Questi soldati erano stati catturati durante la marcia, e gli fu detto che la loro cattura era stata dovuta al fallito tentativo del generale Guyot (sottoposto di Nansouty) di fornirgli protezione. In presenza di Nansouty un furente Napoleone convocò Guyot e lo punì per le continue perdite di cannoni nelle precedenti battaglie, oltre a varie altre carenze. Dopo una dura filippica Napoleone ferì Guyot ed annunciò a Nansouty che il generale Exelmans avrebbe sostituito Guyot a capo della cavalleria della guardia. Questo episodio rese tesa la relazione tra l'imperatore e Nansouty.

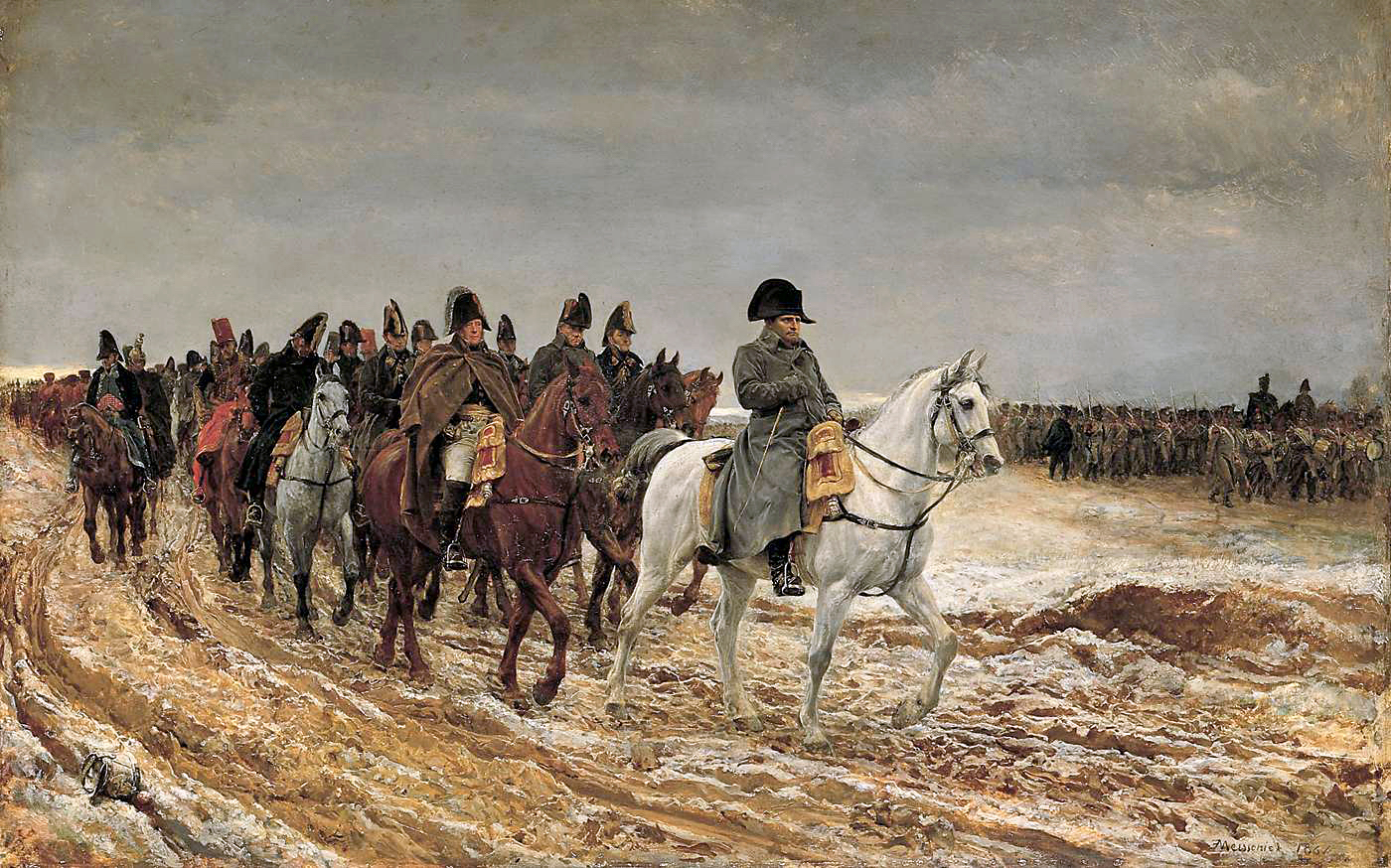
Napoleone durant le operazioni militari in Francia nel 1814. Dipinto di Ernest Meissonier

Il 24 febbraio Nansouty si trovava nei pressi della città di Troyes. Erano in corso le negoziazioni per un armistizio nel vicino villaggio e, nonostante l'ordine formale di proseguire i combattimenti, i due eserciti avevano cessato le ostilità. Nansouty prese i propri uomini ed attaccò il nemico, caricando tra le vie del villaggio in cui si stavano tenendo i negoziati. L'emissario francese impegnato nei colloqui, Monsieur de Flahaut, rimproverò Nansouty, il quale rispose che l'imperatore era certamente informato del fatto che vi si stavano svolgendo le negoziazioni, ma che l'ordine era quello di conquistare subito la città. Il 27 febbraio l'imperatore attaccò di nuovo le truppe prussiane di Blücher, lasciando parte dei suoi uomini nei pressi di Troyes per osservare i movimenti di Karl Philipp Schwarzenberg. La cavalleria della guardia proteggeva l'imperatore dopo le sanguinose schermaglie avvenute a Château-Thierry il 3 marzo. Il 5 marzo avvenne un altro scontro di cavalleria nel quale Nansouty respinse la cavalleria nemica, 3000-4000 soldati, e conquistò il ponte di Berry-au-Bac sul fiume Aisne, nonostante le cannonate nemiche. Una volta attraversato l'Aisne con pochi plotoni di lancieri polacchi, Nansouty lanciò un eroico inseguimento, conquistando cannoni e munizioni nemiche, e facendo numerosi prigionieri tra cui il giovane principe russo Nikolai Gagarin.
Il 7 marzo, nella battaglia di Craonne, avvenne un altro incidente che sembra evidenziare una sorta di disaccordo tra il generale e l'imperatore. Quando infuriava la battaglia, il generale Belliard dello staff dell'imperatore giunse da Nansouty dicendo di aver ricevuto l'ordine di prendere il comando delle sue truppe a causa delle ferite di Nasouty. Questi rispose che era in effetti ferito, ma in grado di restare al comando. Nonostante il cattivo umore dovuto alla cosa, Nansouty guidò una brillante carica a Craonne. Gli venne ordinato di attraversare un terreno fangoso e dissestato, risalire una ripida collina con la cavalleria e l'artiglieria, per poi calare sul fianco destro nemico. Dopo essere riuscito a portare i cavalli in cima alla salita, Nansouty formò le linee e le guidò contro il nemico, seminando il panico in due battaglioni russi. Nansouty fu ferito di nuovo, ma in maniera leggera, e rimase al comando. Si dice che Napoleone decise allora di ordinare a Nansouty l'assalto ad una ridotta, sotto un furente fuoco nemico. Nansouty ordinò però ai propri uomini di fermarsi, ed avanzò da solo verso la posizione. Quando gli fu chiesto motivo, rispose che non avrebbe mandato alla morte i propri uomini invano, e che avrebbe attaccato da solo. Lo stesso Napoleone revocò l'ordine.
Si trattò dell'ultimo impegno in battaglia della lunga carriera di Nansouty. L'8 marzo, alla vigilia della battaglia di Laon, Nansouty si trovava a Chavignon, a nove chilometri di distanza assieme all'imperatore e, nonostante non siano ben chiare le circostanze della sua partenza, Nansouty lasciò il villaggio ed il comando quello stesso giorno. Due giorni dopo Napoleone scrisse al suo ministro della guerra per informarlo del fatto che la salute di Nansouty non gli avrebbe permesso di svolgere i doveri militari, e che era autorizzato a curarsi a Parigi. Il generale Belliard assunse ad interim il comando della cavalleria della guardia durante la battaglia di Laon, ed al generale Sébastiani ne fu poi assegnato il comando definitivo.

## Restaurazione francese

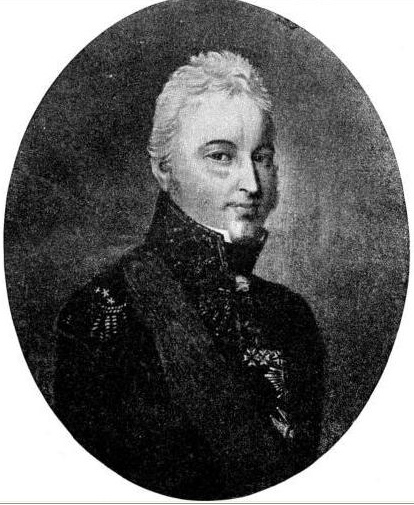
Il generale Nansouty ritratto come colonnello generale dei dragoni, incarico che ricoprì tra il gennaio 1813 e la restaurazione francese

Avendo lasciato l'8 marzo il comando al generale Belliard, tre giorni dopo Nansouty si unì ad un convoglio di numerosi ufficiali diretti a Parigi. Sulla strada per la capitale vennero attaccati da un pulk di Cosacchi, i quali riuscirono a scacciare la scorta del convoglio. Nansouty e gli altri ufficiali combatterono spade alla mano fuggendo verso il fiume Aisne. Raggiunta la riva, il generale si trovò isolato e, nel momento in cui si apprestava a guadare a cavallo, quest'ultimo fu colpito da uno sparo gettando a terra Nansouty. Questi si rialzò nuotando fino alla riva opposta. Questa cosa, oltre alle numerose azioni intraprese durante la campagna, sembrano suggerire che la sua salute non era il principale motivo del suo congedo. È anche improbabile che lo stesso imperatore abbia scelto di sostituirlo assegnando a Belliard il comando temporaneo nella battaglia di Craonne. È probabile che sia stato lo stesso Nansouty a dare le dimissioni in seguito alle discussioni avute con Napoleone.
Il generale Nansouty giunse a Parigi e vi rimase durante la restaurazione francese che seguì l'abdicazione di Napoleone. Fu uno dei primi generali a giurare fedeltà al nuovo re di Francia, Luigi XVIII, il quale gli conferì numerosi onori. Il suo gesto convinse molti altri generali ad allinearsi al nuovo regime. Il 12 aprile 1814 Nansouty fu nominato commissario straordinario del re nella 2ª divisione, mentre il 20 aprile divenne membro della commissione incaricata di sciogliere la guardia imperiale. Il 1º giugno gli fu conferito il cavalierato dell'Ordine di San Luigi, ed il 6 luglio fu chiamato al comando della maison militaire du roi de France, come capitano tenente della 1ª compagnia di moschettieri (moschettieri grigi). Nonostante tutti questi incarichi la situazione economica di Nansouty subì un grave peggioramento durante la restaurazione. Il generale aveva avuto un comportamento onorevole nel corso delle guerre napoleoniche e, a differenza dei suoi ex colleghi generali, non aveva avuto guadagni dai saccheggi. Aveva avuto uno stile di vita molto dispendioso, e lo considerava normale per un nobile quale lui era. Nansouty aveva guadagnato soldi dai vari incarichi ricoperti nell'impero, e Napoleone pagava costanti premi ai suoi migliori generali. A parte i soldi ricevuti da Napoleone, il salario di Nansouty nei primi quattro mesi del 1814 era di non meno di 104 000 franchi ma, sotto i Borbone, la pensione da colonnello generale dei dragoni fu soppressa e trasformata nel titolo onorifico di Ispettore dei dragoni, lasciandolo con soli 25 000 franchi di salario come capitano tenente della maison militaire du roi.

## Morte e sepoltura
Nella seconda metà del 1814, dopo le lunghe e praticamente continue campagne combattute in tutta Europa negli ultimi dieci anni, la salute del generale Nansouty peggiorò velocemente. Soffriva a causa delle ferite patite, alcune molto recenti, ma soprattutto della stanchezza dovuta alla guerra. Si dice che sul letto di morte abbia detto: "Ho riflettuto bene su tutte le mie azioni da quando sono nato, e in tutta la vita non ho mai fatto nulla di sbagliato". Si dice anche che abbia ribadito la sua fede cristiana e che avrebbe chiesto la protezione del re per il proprio figlio, come favore per i servizi resi. Poco prima di morire disse al figlio che il consiglio che voleva dargli era quello di seguirlo come esempio, e di vivere una vita onorevole e senza infamia. Il generale conte Étienne-Marie-Antoine-Champion de Nansouty morì il 12 febbraio 1815 a Parigi, lasciando la moglie ed il loro unico figlio. Alla vedova fu garantita da re di Francia una pensione di 6000 franchi l'anno. Il suo luogo di sepoltura fu all'interno del cimitero di Père-Lachaise di Parigi, nella divisione 27. L'incisione sulla sua tomba recita:

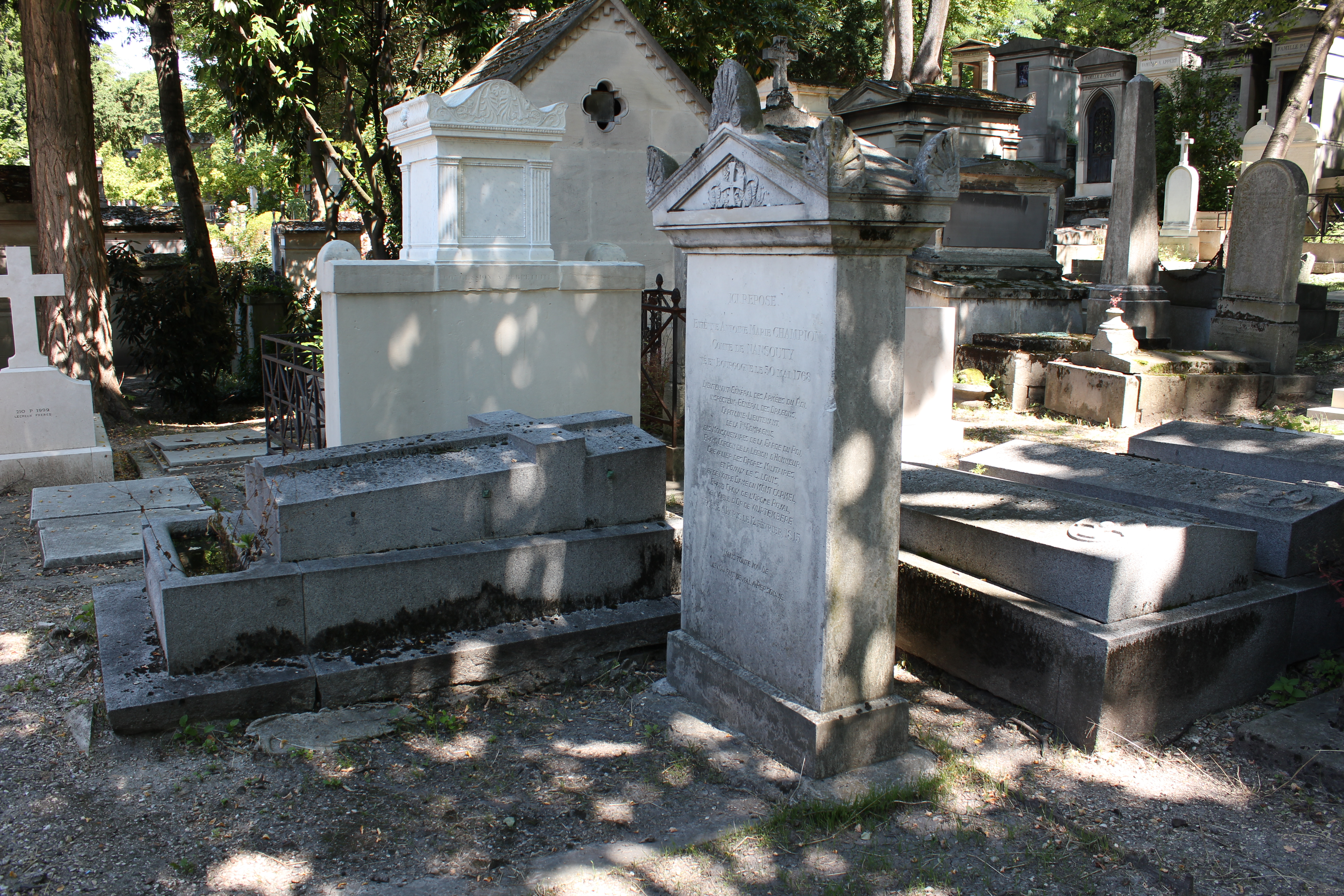
Lapide del generale conte Nansouty presso il cimitero di Père-Lachaise di Parigi

Il nome NANSOUTY è inciso sull'Arco di Trionfo di Parigi.

## Famiglia
La famiglia Nansouty discendeva da un'antica nobiltà burgunda, ed era intimamente legata alla storia di questa regione, alla quale prestò numerosi magistrati e militari nel corso dei secoli. Uno dei suoi membri più illustri, Seigneur de Nansouty, fu uno degli artefici dell'alleanza tra Borgogna e re Enrico IV, e fu insignito dalla monarchia per la sua fedeltà venendo nominato consigliere.
Il generale conte de Nansouty era il primogenito di Jean-Baptiste-Pierre-Charles Champion de Nansouty (nato nel 1718 a Digione, morto nel 1785 a Bordeaux) e di sua moglie Antoinette Hélène Harpailler (nata attorno al 1740), che ebbero anche Pierrette-Adélaïde Champion de Nansouty (1771–1849). Il 27 settembre 1802 Nansouty sposò Jeanne-Françoise Adélaïde Gravier de Vergennes (1781–1849), nipote di Charles Gravier, ex ministro di Luigi XVI. I suoi genitori furono: Charles Xavier Gravier de Vergennes, 1751–1794, e Elisabeth Adélaïde Françoise de Bastard, 1763–1808. Nansouty e la moglie ebbero un solo figlio, Étienne Champion de Nansouty (1803–1865), il quale, seguendo le orme del padre nella carriera militare, raggiunse il grado di comandante di squadrone prima di rassegnare le dimissioni. Nansouty ebbe anche un nipote, Charles-Étienne Champion de Nansouty, che divenne generale di divisione.

## Considerazioni
Come comandante, si dice che il generale Nansouty sia stato un uomo di spirito, ma anche che avesse un'eccessiva inclinazione per il sarcasmo, il che ne danneggiò la reputazione creandogli molti nemici. Il pochi mesi passati in Spagna nel 1808, in cui comandò gli ufficiali dell'imperatore e gli aiutanti di campo dei suoi generali, sembrano essergli valsi una cattiva reputazione dal punto di vista della derisione, al punto che alcuni subordinati affermarono che "nessuno capiva quando stesse scherzando e quando era serio". Quando si trattava di questioni militari, però, Nansouty diventava imperativo e conciso. Un perfezionista con un occhio acuto ed una conoscenza impeccabile del suo esercito. Si stupiva quando vedeva soffrire la sua cavalleria, ed allora diventava sarcastico, a volte insultando addirittura i subordinati. Quando esagerava con le sfuriate si dispiaceva e ne aveva rimorso, cercando di riparare con la persona offesa. Questo comportamento sembra sia stato ricorrente. Il suo umore fu particolarmente cattivo negli ultimi giorni di servizio, nel 1814, dopo aver ricevuto numerose leggere ferite in poco tempo, e dopo aver litigato con l'imperatore. In questo periodo maltrattò il comandante di uno dei suoi squadroni per non aver eseguito un ordine abbastanza velocemente, e licenziò il proprio capo di Stato, il colonnello de la Loyère, per un leggero errore.

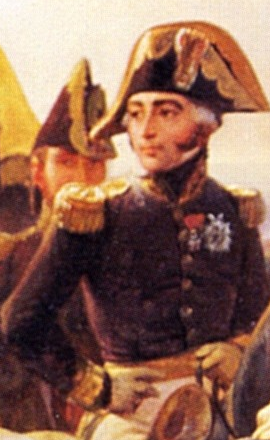
Nansouty ritratto da Horace Vernet in un dipinto intitolato "Napoleone a Friedland"

Il carattere orgoglioso ed indipendente di Nansouty fu chiaro per tutta la sua carriera, e la sua presunzione, tipica dei grandi comandanti di cavalleria del tempo, gli valsero molti scontri con i colleghi. Almeno uno di questi litigi portò ad un duello con un altro comandante, di fronte ai suoi uomini. Avvenne l'11 luglio 1809, pochi giorni dopo la battaglia di Wagram, e vide di fronte a lui il generale Arrighi de Casanova, comandante della 3ª divisione di cavalleria pesante. Sia Nansouty che Arrighi pretendevano per le proprie truppe il diritto esclusivo di utilizzare il piccolo stagno di una fattoria. Entrambi si rifiutarono di tirarsi indietro, ed iniziò il litigio, fino a giungere al duello che avrebbe deciso l'esito dello scontro. Alla fine il più anziano Nansouty vinse e, subito dopo, uno dei corazzieri di Arrighi eresse un cartello sarcastico che recitava "stagno di Nansouty".
In quel periodo il suo sarcasmo era diretto anche verso i superiori, e Nansouty si trovo a litigare con Grouchy nella battaglia di Friedland. In seguito Grouchy riconobbe che le mosse della divisione di Nansouty furono "gloriose". Nel 1809 Nansouty rispose alle critiche di Napoleone dopo la battagli aid Wagram dicendogli: "Non è in nessun modo Sua Maestà a potermi insegnare come guidare la cavalleria". Tre anni dopo, durante la campagna di Russia, quando Gioacchino Murat gli rinfacciava la mancanza di resistenza con i cavalli, Nansouty rispose: "Oh si, Sire, questo è perché mancano di patriottismo". Alla battaglia di Craonne del 1814, il giorno prima di dare le dimissioni, si dice che abbia rifiutato di eseguire l'ordine di Napoleone di attaccare una ridotta, mossa che secondo lui avrebbe condannato a morte i suoi uomini. In quel caso Nansouty disse all'imperatore: "Vado da solo. Non vi è che morte in quest'azione e non vi condurrò coraggiosi soldati".
Il suo comportamento durante la campagna può solo essere descritto come onorevole e a volte umana. Mostrò rispetto per le popolazioni occupate, e non tollerò mai i saccheggi né la violenza da parte dei propri uomini. Come segno di gratitudine gli furono offerti spesso regali, ma spesso li rifiutava rimandandoli al mittente. Si dice che durante la campagna del Tirolo abbia accettato molti soldi, ma che subito dopo li devolse agli ospedali locali. Altra prova della sua umanità era l'attenzione mostrata per la vita e la salute dei propri uomini, che odiava sacrificare per la sete di gloria.
In generale, come comandante della cavalleria pesante, Nansouty fu uno dei migliori nel corso delle guerre napoleoniche. Preciso, metodico, con una perfetta conoscenza della tattica di cavalleria, era il migliore nell'organizzazione degli assalti. era comunque meno audace di gente del calibro di Lasalle, Montbrun o Kellermann, il che non gli impedì di guidare alcune delle più memorabili cariche delle guerre napoleoniche. Si dice anche che reagiva con "calcolata lentezza" quando posto sotto il controllo di Murat. Il suo talento per l'addestramento delle truppe sembra aver superato quello dei colleghi. Il comando delle varie unità della riserva della guardia fu dato ad alcuni dei migliori comandanti del tempo, tra cui Jean Joseph Ange d'Hautpoul, Dominique Louis Antoine Klein, Marc Antoine de Beaumont, Frédéric Henri Walther, Louis Baraguey d'Hilliers e Édouard Jean-Baptiste Milhaud. Nonostante la fama e la qualità di questi comandanti, fu la divisione da sei reggimenti di Nansouty che si conquistò la reputazione di migliore. Durante le battaglie teneva gli uomini in costante movimento, convinto che li avrebbe distratti impedendogli di capire i pericoli che avevano di fronte.
I talenti sul campo di Nansouty si dimostrarono nelle superbe cariche di Austerlitz, Friedland, Eckmühl, Essling, Borodino, Hanau, Montmirail, Vauchamps o Craonne, grazie alle quali si poterono riportare alcune delle più gloriose vittorie dell'impero francese, nonostante l'opposizione del superbo comandante di cavalleria prussiano Friedrich Wilhelm von Seydlitz.